# ヴィクトル・ヴァスネツォフ
ヴィクトル・ミハイロヴィチ・ヴァスネツォフ（Ви́ктор Миха́йлович Васнецо́в / ローマ字表記例：Viktor Mikhailovich Vasnetsov, 1848年5月15日 - 1926年6月23日）は、ロシア帝国の画家。「ヴァスネツォフ」は、「ワスネツォフ」とも表記される。神話や宗教・歴史を題材とした絵画の専門家であり、19世紀のロシア画壇における文芸復興運動の立役者の1人とみなされている。叙事的で壮大な表現や耽美主義的な傾向が見られることから、ロシア象徴主義の一員に数えられることもある。

## 生涯

### 幼少期（1848年 - 1858年）
ヴャトカ県の寒村ロプィヤルに生まれる。父ミハイルは村の司祭だったが自然科学や天文学・絵画に興味を持つ哲学者めいた教養人で、祖父ワシーリーはイコン画家であった。弟のアポリナリーも著名な画家であるが、もう一人の兄弟は学校教師となった。ヴァスネツォフは、文芸評論家のウラディーミル・スターソフに宛てた書簡の中で少年時代を思い返して、自分は「農民の子供たちとともに暮らした。同じ人民だからではなく、友人として彼らが好きだった」と述懐した。

### ヴャートカ（1858年 - 1867年）
10歳からヴャートカの神学校に学び、夏ごとに家族連れで、豊かな商業地リャーボヴォに過ごした。神学校に在籍中に、地元のイコン商人のために働き、またポーランド人の流浪の画家、ミハウ・エルヴィロ・アンドリオリを助けて、ヴヤートカのアレクサンドル・ネフスキー大聖堂のフレスコ画を制作した。
神学校を修了すると、サンクトペテルブルクに出て美術を学ぼうと決意する。帝都に上京するのに必要な資金を稼ぐため、自作の絵画「刈取る女」と「乳搾りの女」（いずれも1867年作）を競売にかけた。

### ペテルブルク（1867年 - 1876年）

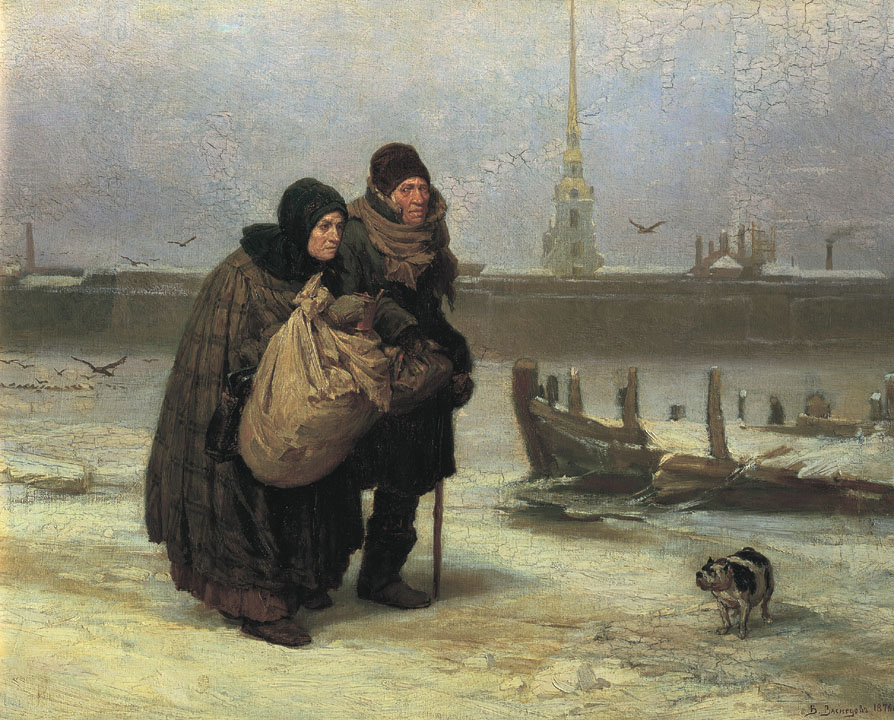
『転居』、1876年

1867年にペテルブルク帝国美術アカデミーに入学するが、3年後には、美術アカデミーに対抗していた写実主義の画家による移動派運動を知り、その指導者であったイヴァン・クラムスコイと親交を結び、師匠と呼んだ。一方、同窓生のイリヤ・レーピンとも非常に親しくなった。
1870年代初頭は、同時代の風俗を描いた数々の版画を制作していた。そのうち2点（「地方の本屋」（1870年 - ）および「酒瓶をもった少年」（1872年 - ））は、1874年のロンドン万博で銀賞を授与された。その頃には、油彩でも風俗画を描くようになった。「田舎歌手」（1873年）や「転居」（1876年）は、ロシア社会の民主主義的な党派からも温かく迎えられた。
歴史画や宗教画の画家として名を揚げたヴァスネツォフが、当初はこうした題材を何としても避けようとしていたのは、しかしながら皮肉なことである。ただし、「民衆の前のハリストスとポンテオ・ピラト」の生々しい構図ゆえに、美術アカデミーから銀メダルを贈られている。

### パリ（1876年 - 1877年）

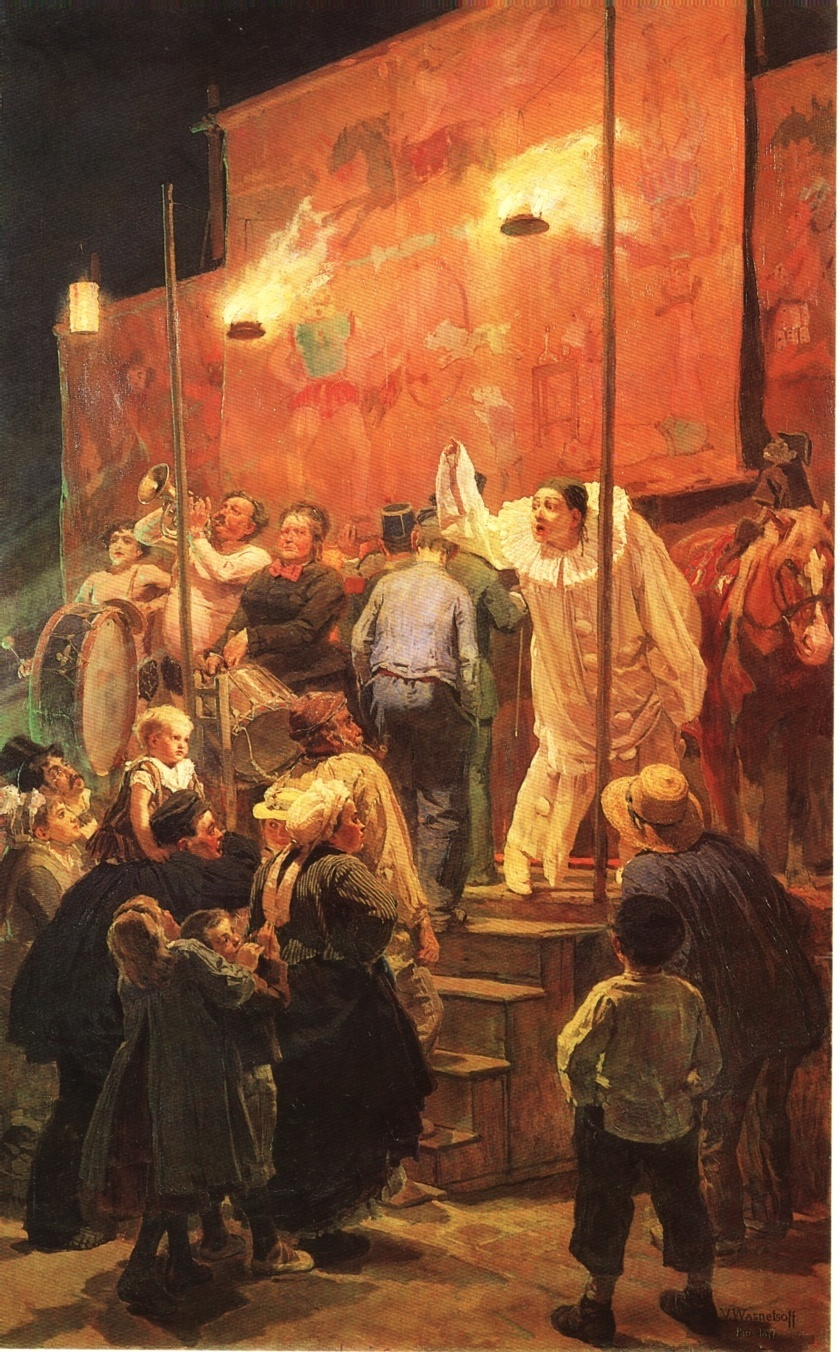
『パリ郊外の軽業師』、1877年

1876年にレーピンに招かれて、移動派の芸術家村に加わるためにパリに行く。フランスに滞在中のヴァスネツォフは、古典的な絵画と同時代の絵画の両方を、つまりアカデミー的な画風と印象派の画風をひとしく研究した。この頃に「パリ郊外の軽業師」を描き、版画を制作し、自作の数点をサロンに出展した。ロシアの御伽噺に魅了されるようになったのもパリ時代のことであり、（「魔法の絨毯」などの）「火の鳥」シリーズや、「灰色の狼に乗ったイワン王子」の制作に着手した。また、レーピンの名高い絵画「黄泉の国のサトコ」において、サトコのモデルを勤めている。

### モスクワ（1877年 - 1884年）

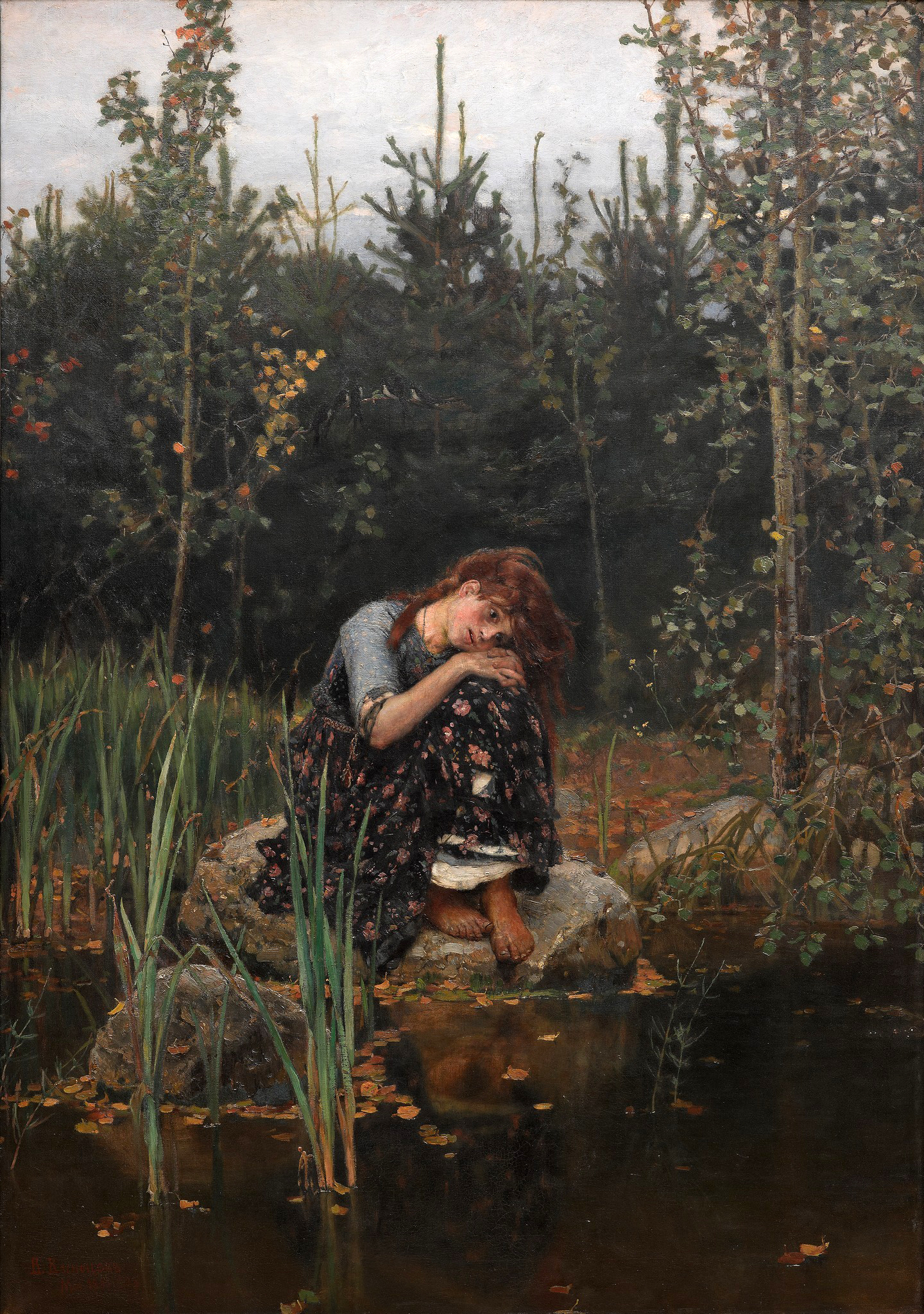
『アリョーヌシカ』、1881年

1877年にモスクワに戻る。1870年代後半は、ロシアの童話や御伽噺（ブィリーナ）の挿絵に没頭し、「岐路に立つ騎士」（1878年）や「イーゴリ公の合戦」（1879年）、「魔法の絨毯」（1880年）、「アリョーヌシカ」（1881年）といった代表作が制作された。これらの作品は、発表当時には評価されなかった。急進的な評論家の多くは、これらについて、移動派の写実主義の原理を損うものだとして斥けた。パーヴェル・トレチャコフのような有名な美術通でさえ、これらの購入を拒んだほどだった。
ヴァスネツォフの絵画は1880年代になると流行に乗った。ヴァスネツォフが題材を宗教的なものに切り替え、庇護者サーヴァ・マモントフの所有地アブラムツェヴォの芸術家村のために一連のイコンを描くようになったからである。

### キーエフ（1884年 - 1889年）

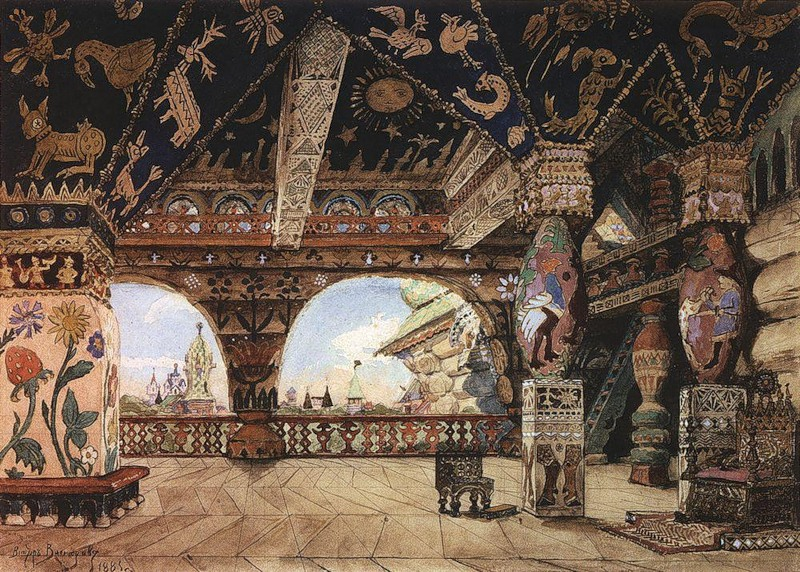
『皇帝ベレンデイの宮殿』（リムスキー＝コルサコフの《雪娘》の舞台美術、1885年）

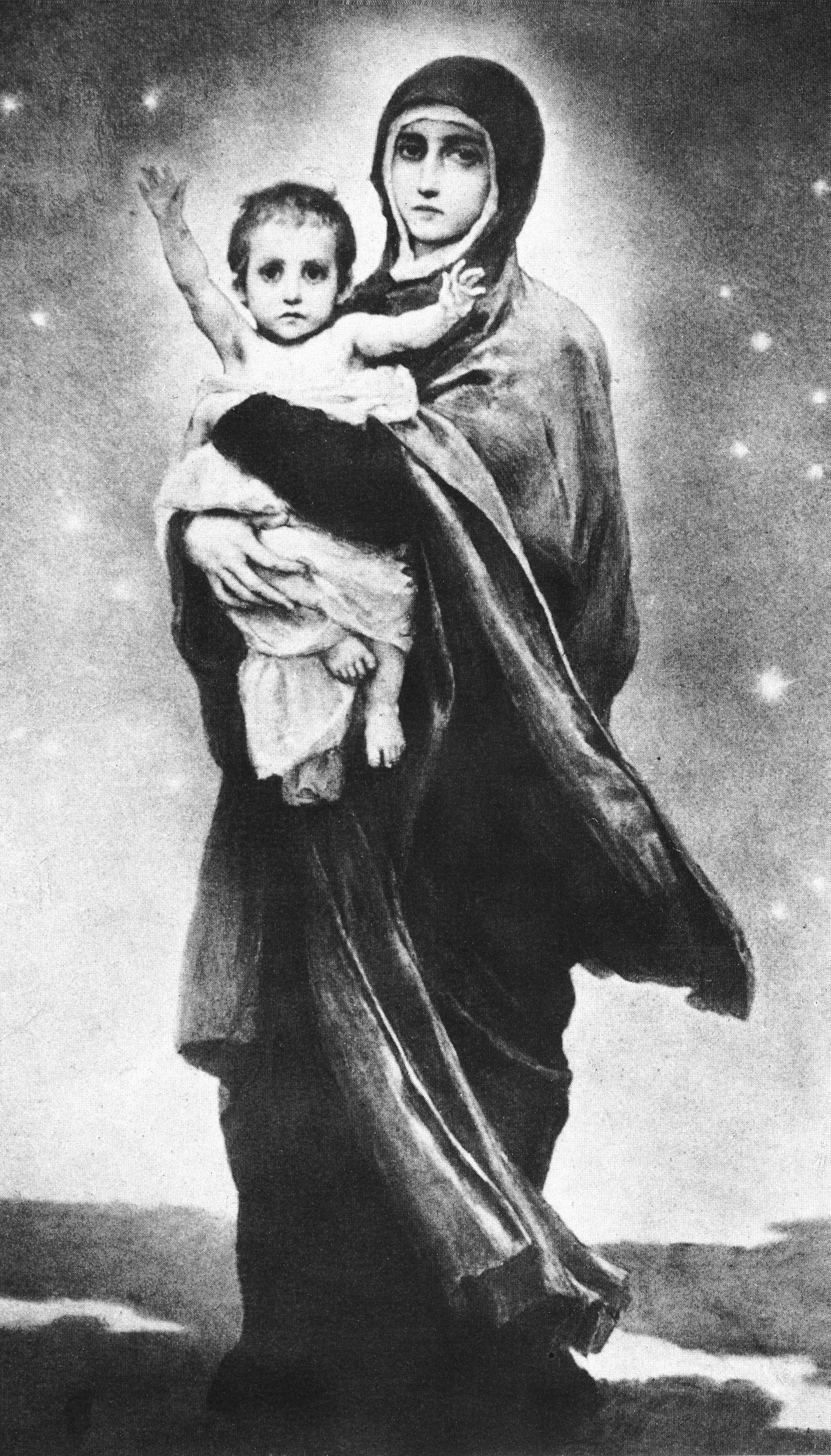
『生神女とイイスス』、1887年

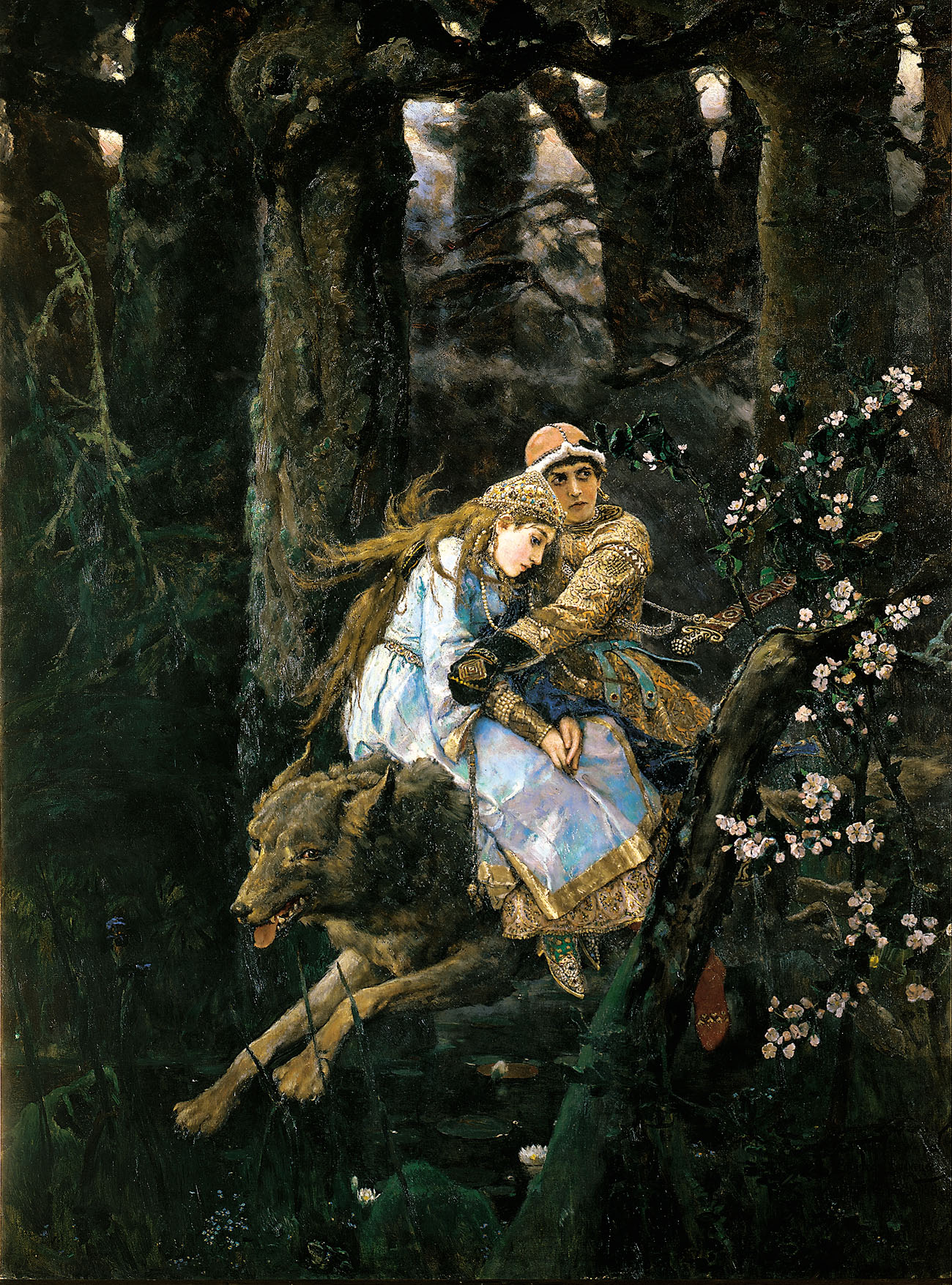
『灰色の狼に乗ったイワン王子』、1889年

1884年から1889年にかけて、ヴァスネツォフはキーエフの聖ヴォロディームィル大聖堂にフレスコ画を描くよう依嘱された。これはロシアや西欧の宗教画の伝統に逆らうものであり、それゆえ野心的な仕事であった。有力な芸術批評家のヴラジーミル・スターソフはこれらの作品をロシア人の宗教心に対する冒瀆的なお遊びと決めつけた。もうひとりの人気批評家ディミトリー・フィロソフォフは、これらのフレスコ画を「ロシア社会のさまざまな階級を200年ものあいだ切り離している入江に架かった最初の橋」と呼んだ。
キーエフ時代のヴァスネツォフは、同じく聖ヴォロディームィル大聖堂の内装に勤しんでいたミハイル・ヴルーベリと親交を結び、一緒に作業をする中で、年下のヴルーベリに多くを教えた。「灰色の狼に乗るイワン王子」を完成させ、最も有名な作品「勇士たち」に着手したのもキエフ時代のことだった。
1885年にイタリアを旅した。同じ年、ニコライ・リムスキー＝コルサコフの歌劇《雪娘》の舞台美術と衣裳のデザインを担当した。

### 晩年（1890年 - 1926年）

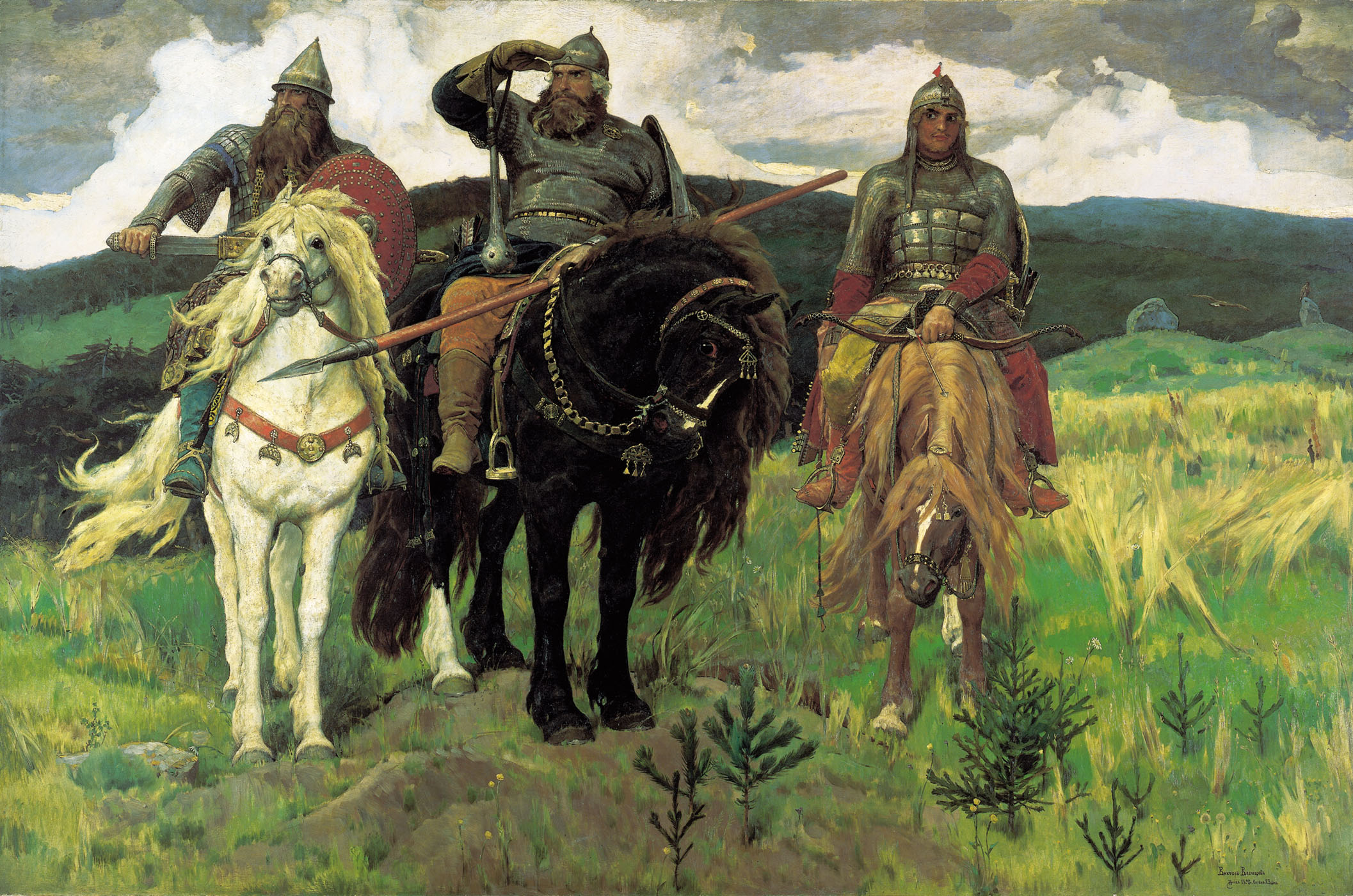
『騎士たち』、1898年、トレチャコフ美術館所蔵

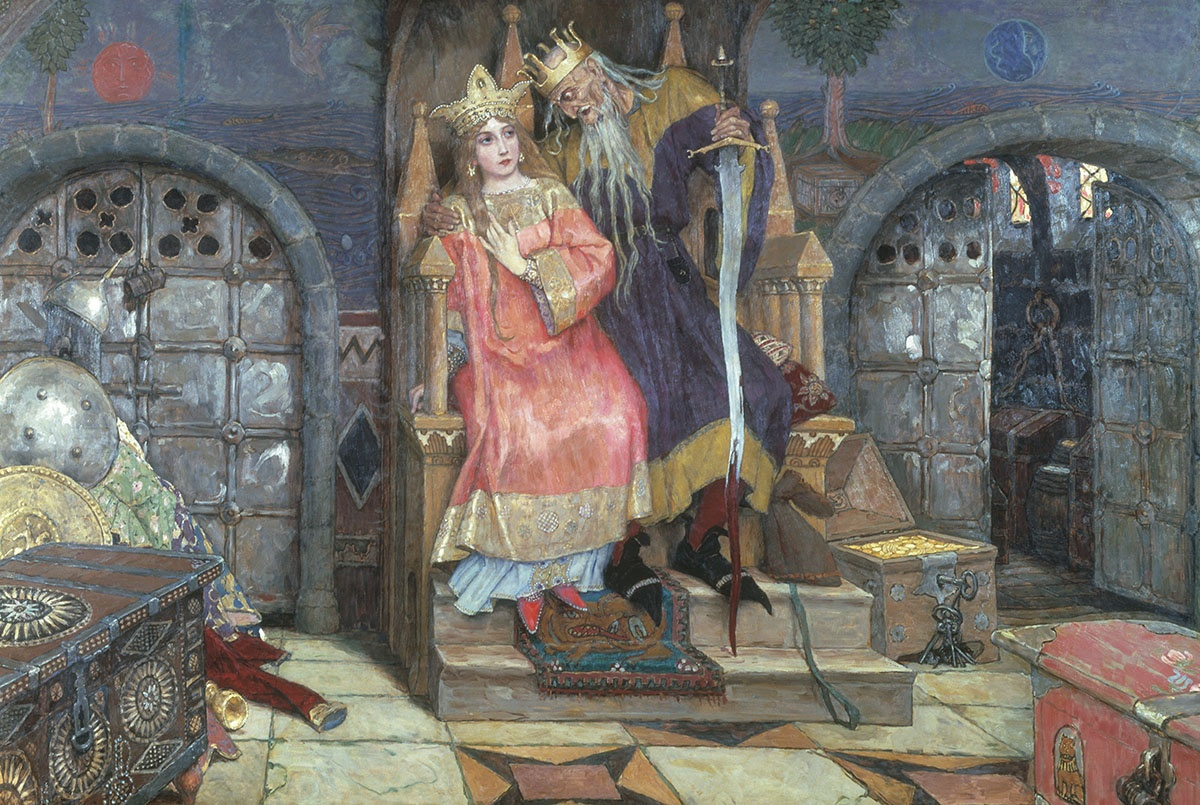
『不死身のカスチェイ』、1917年 - 1928年

その後の20年間は、ヴァスネツォフにとって実り豊かな時期であったが、晩年の絵画のほとんどは、第二次的な意義しか認められていない。この時期を通じて次第に他の媒体で働くようになった。1897年に弟アポリナリーと共同でリムスキー＝コルサコフの歌劇《サトコ》の舞台美術を担当し、1910年代には、「ボガトゥイルカ」と呼ばれた、ヘルメットを被ったロシア陸軍のために、新しいユニフォームのデザインを依頼された。
世紀の変わり目になると、トレードマークであるロシア文芸復興運動の「スカーツカ」様式建築を洗錬させた。最初に評価された設計図は、ワシーリー・ポレーノフの手を借りたアブラムツェヴォの教会（1882年）である。1894年にはモスクワの自邸を設計している。1898年にはパリ万博のロシア館を設計した。1904年には、スカーツカ様式の最も名高い建築物を設計した。即ち、トレチャコフ美術館である。
1906年から1911年までの間、ワルシャワ・アレクサンドル・ネフスキー大聖堂のためにモザイクをデザインした。1912年には、皇帝ニコライ2世より貴族に列せられている。
ロシア革命以前には、トレチャコフ美術館の評議員として活動し、また収入のかなりの部分をロシア国立歴史博物館に贈って大部分の蒐集物に身銭を切った。十月革命以降は、アレクサンドル・イワノフらの宗教画を、教会からトレチャコフ美術館に移すことを擁護した。

## 主要作品一覧

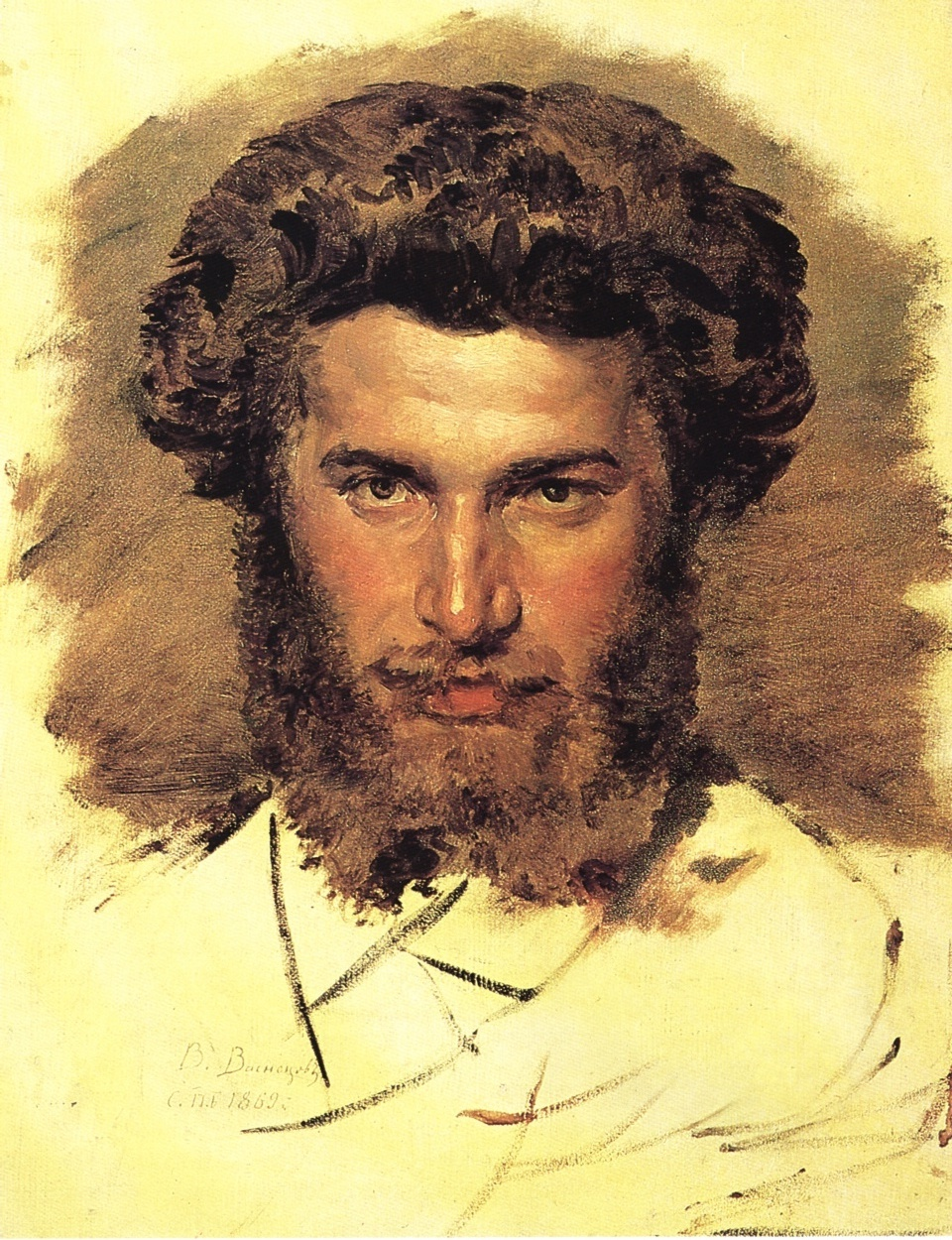
アルヒープ・クインジの肖像. 1869年
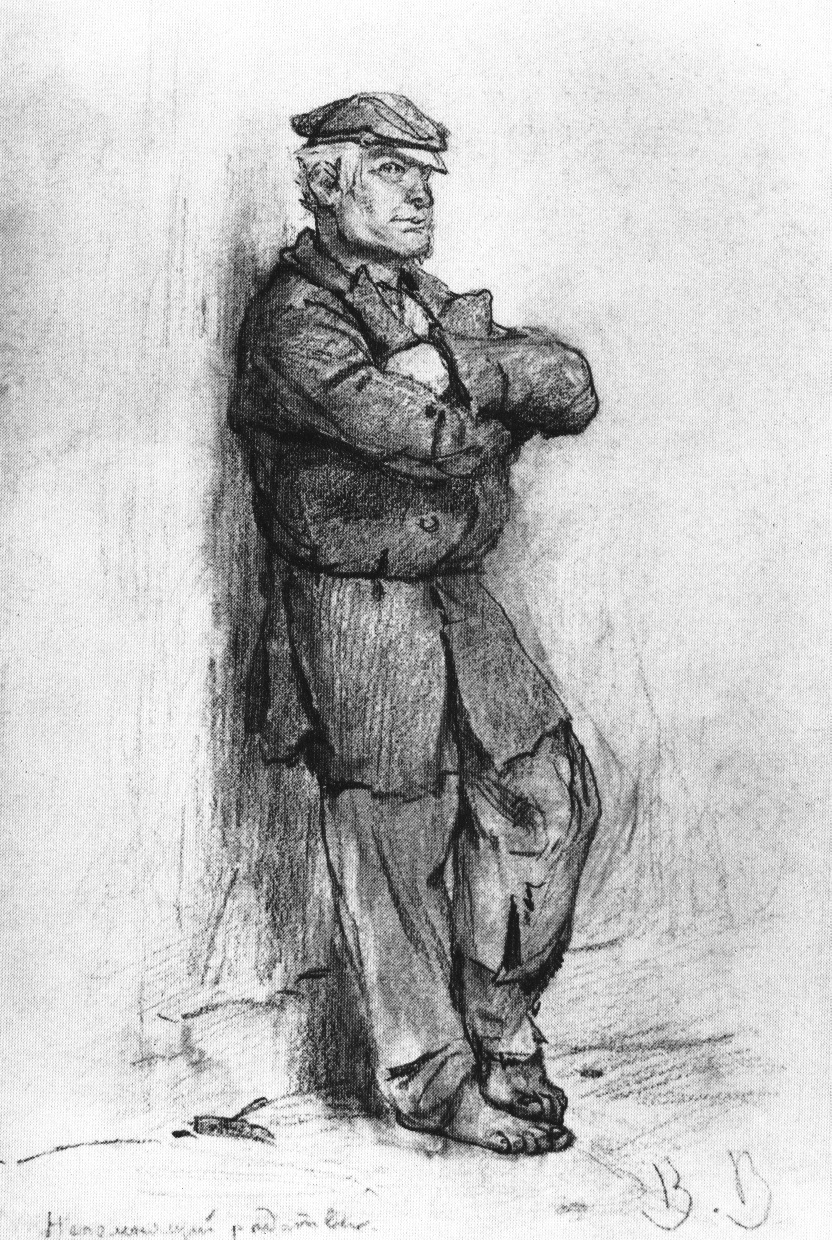
Without Kith or Kin (Непомнящий родства). 1871年
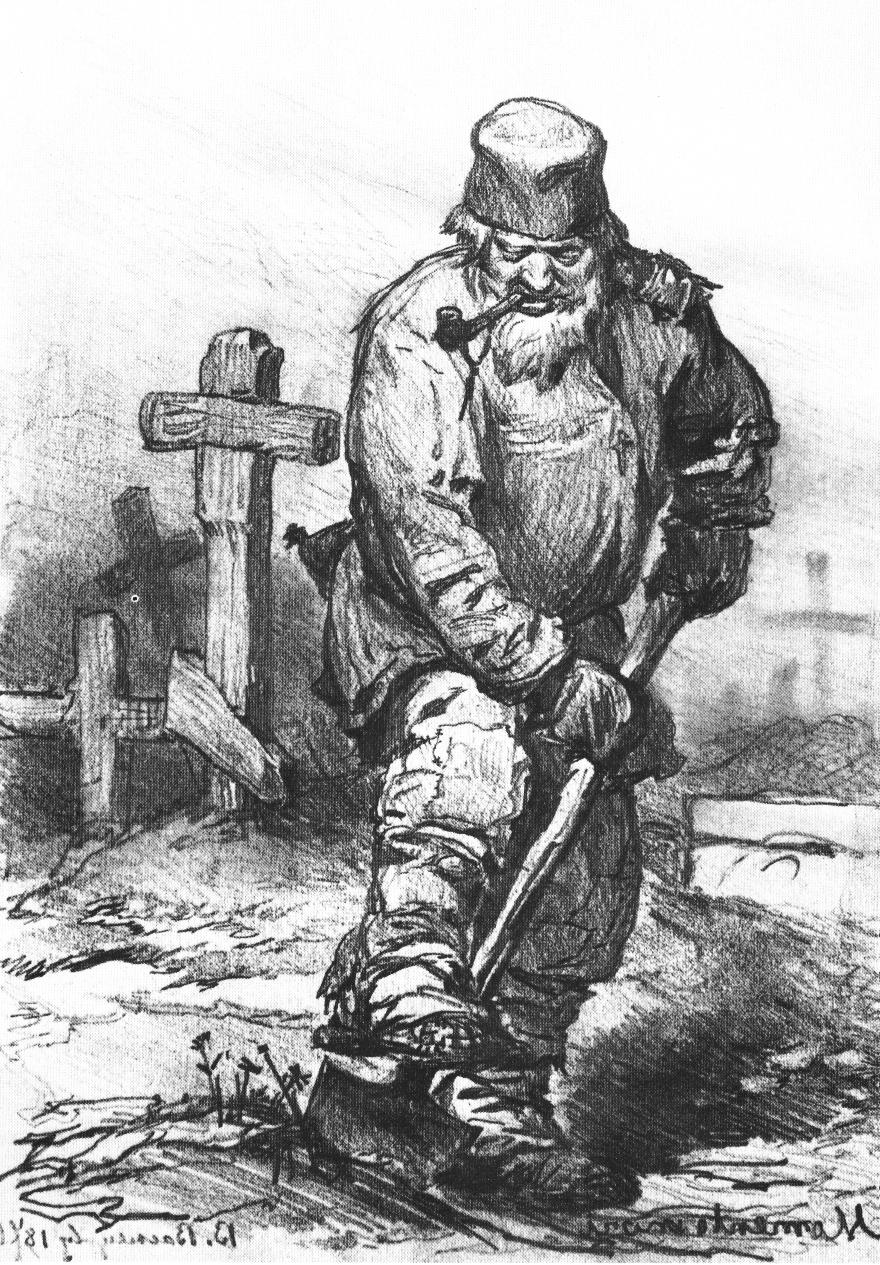
墓掘り人、1871年
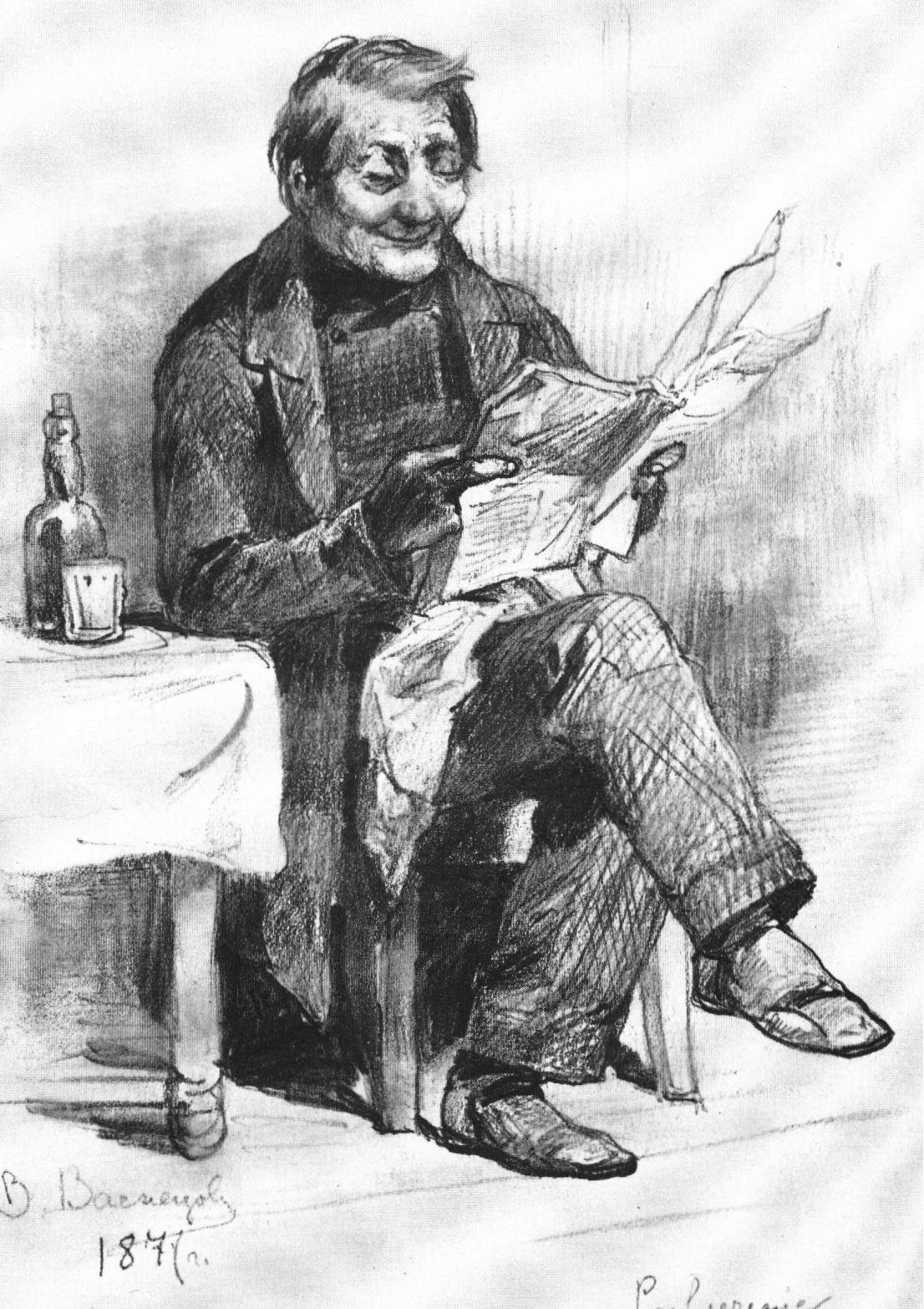
愉しみ
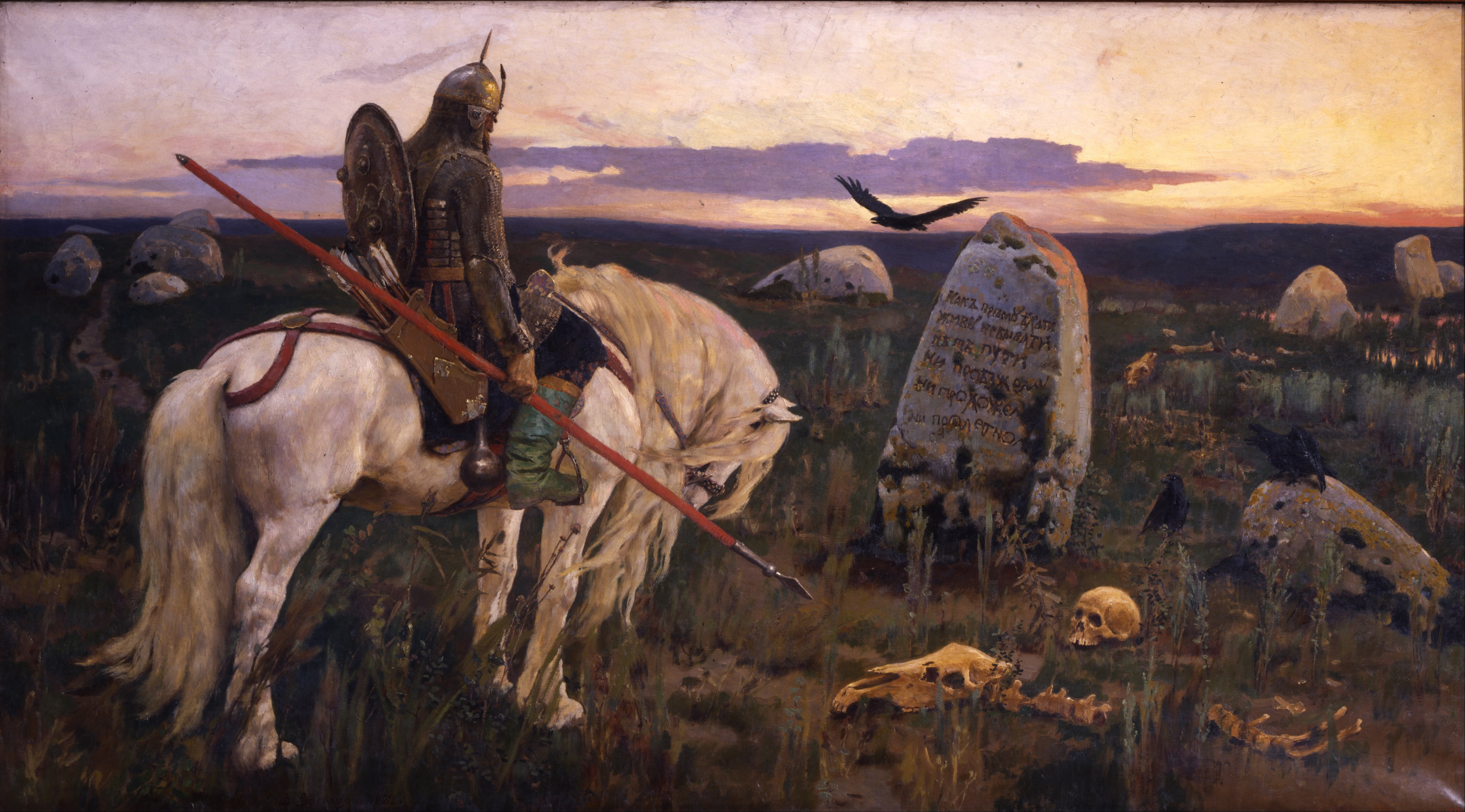
岐路に立つ騎士、1878年
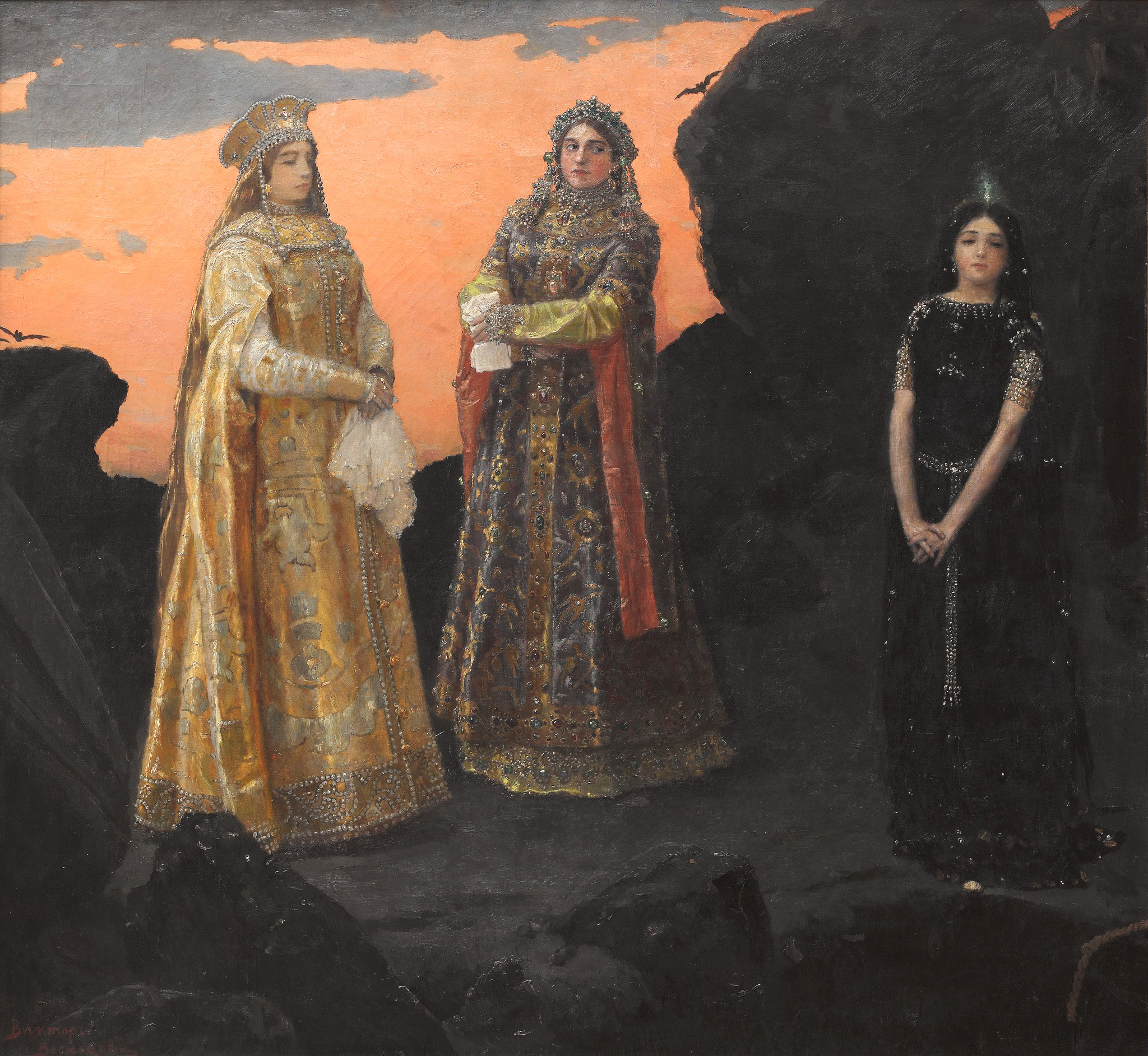
冥界の三人の女王、1879年
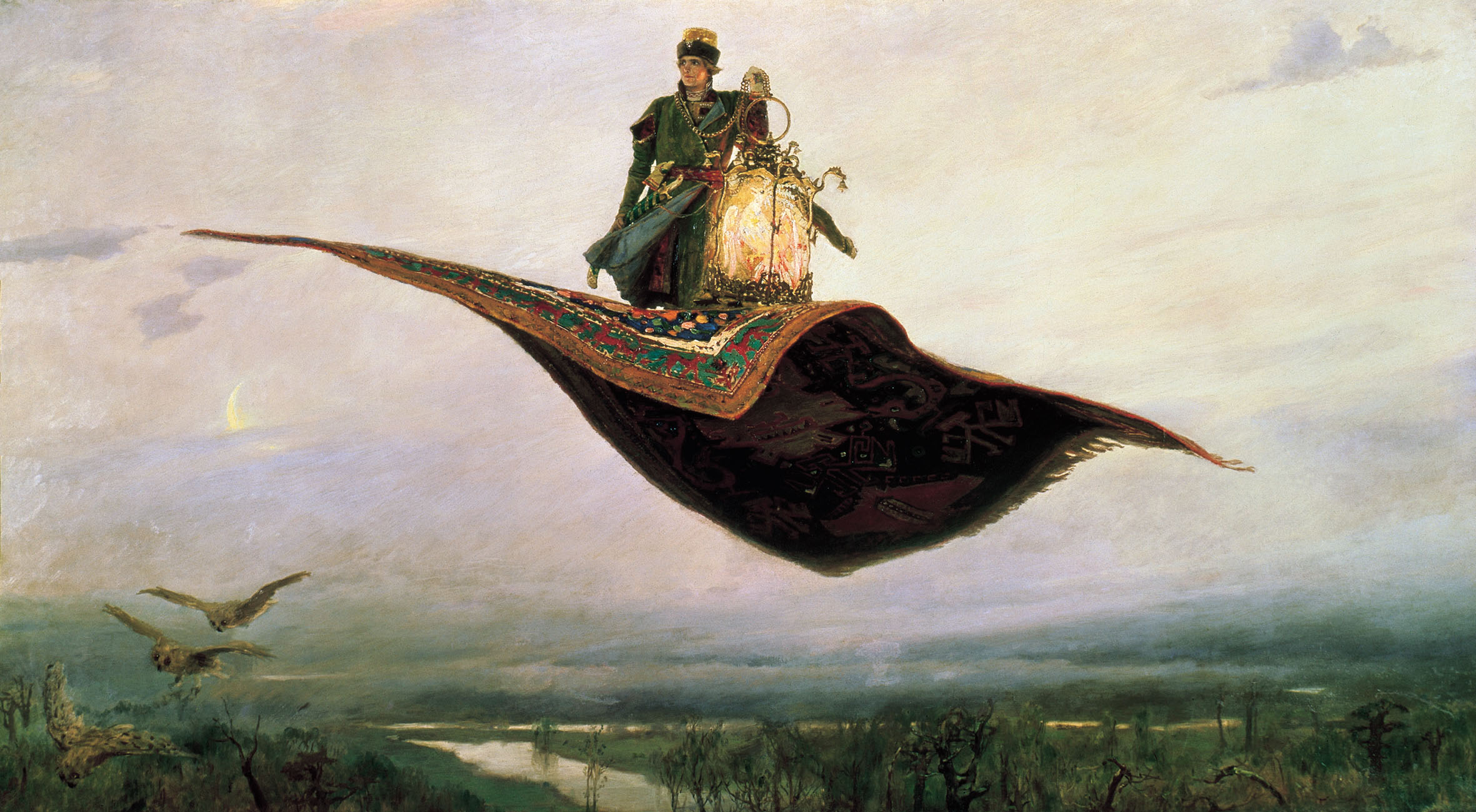
空飛ぶ絨毯、1880年
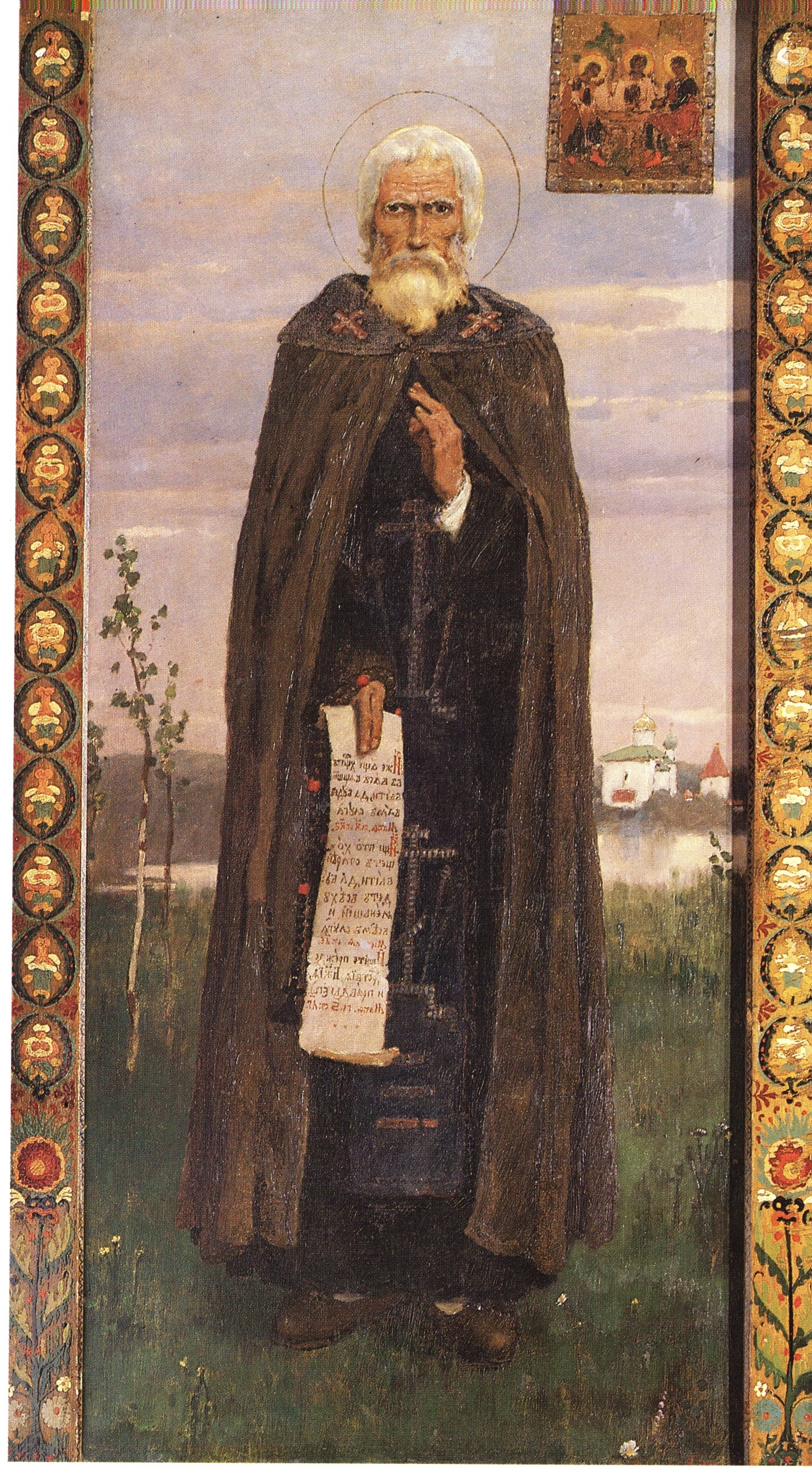
ラドネジの聖セルギイ、1882年
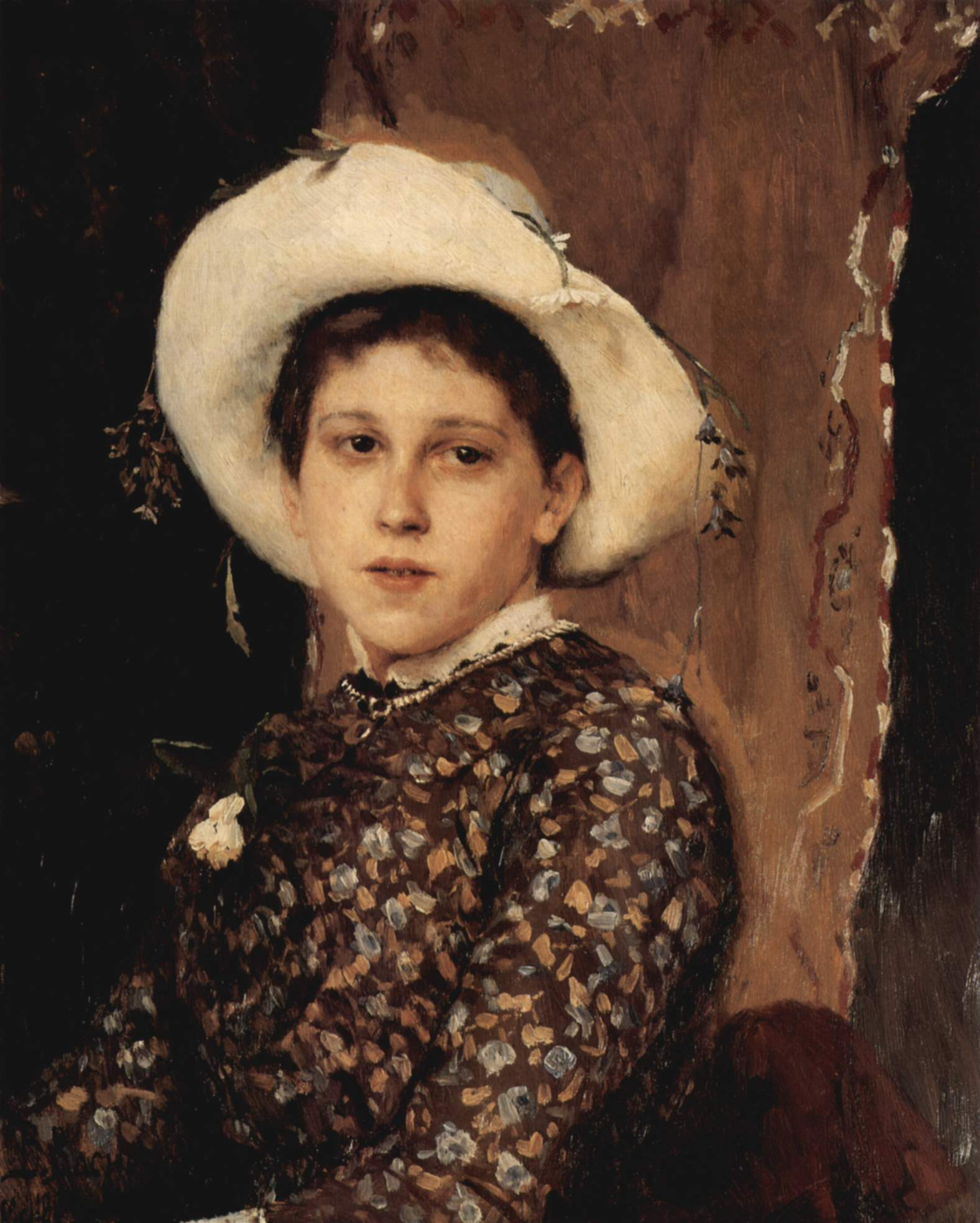
タチヤナ・マモントヴァ、1884年
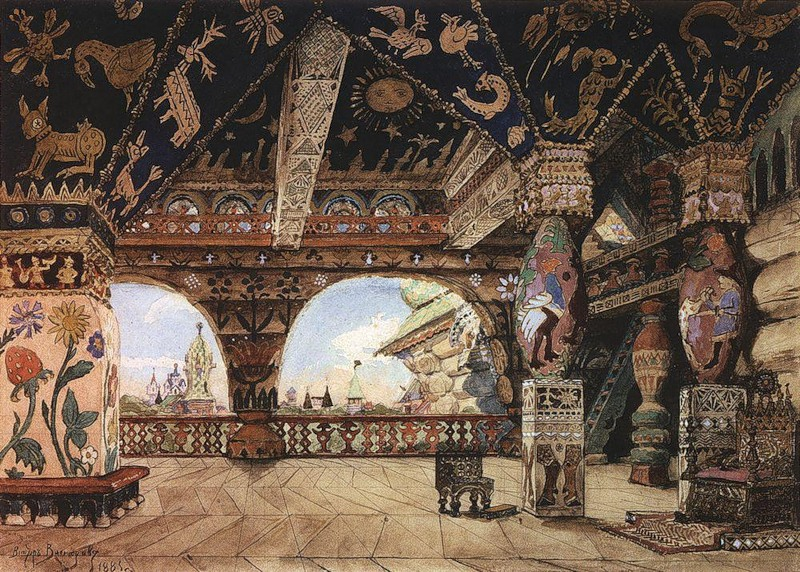
皇帝ベレンデイの宮殿。リムスキー＝コルサコフの歌劇《雪娘》の舞台美術、1885年
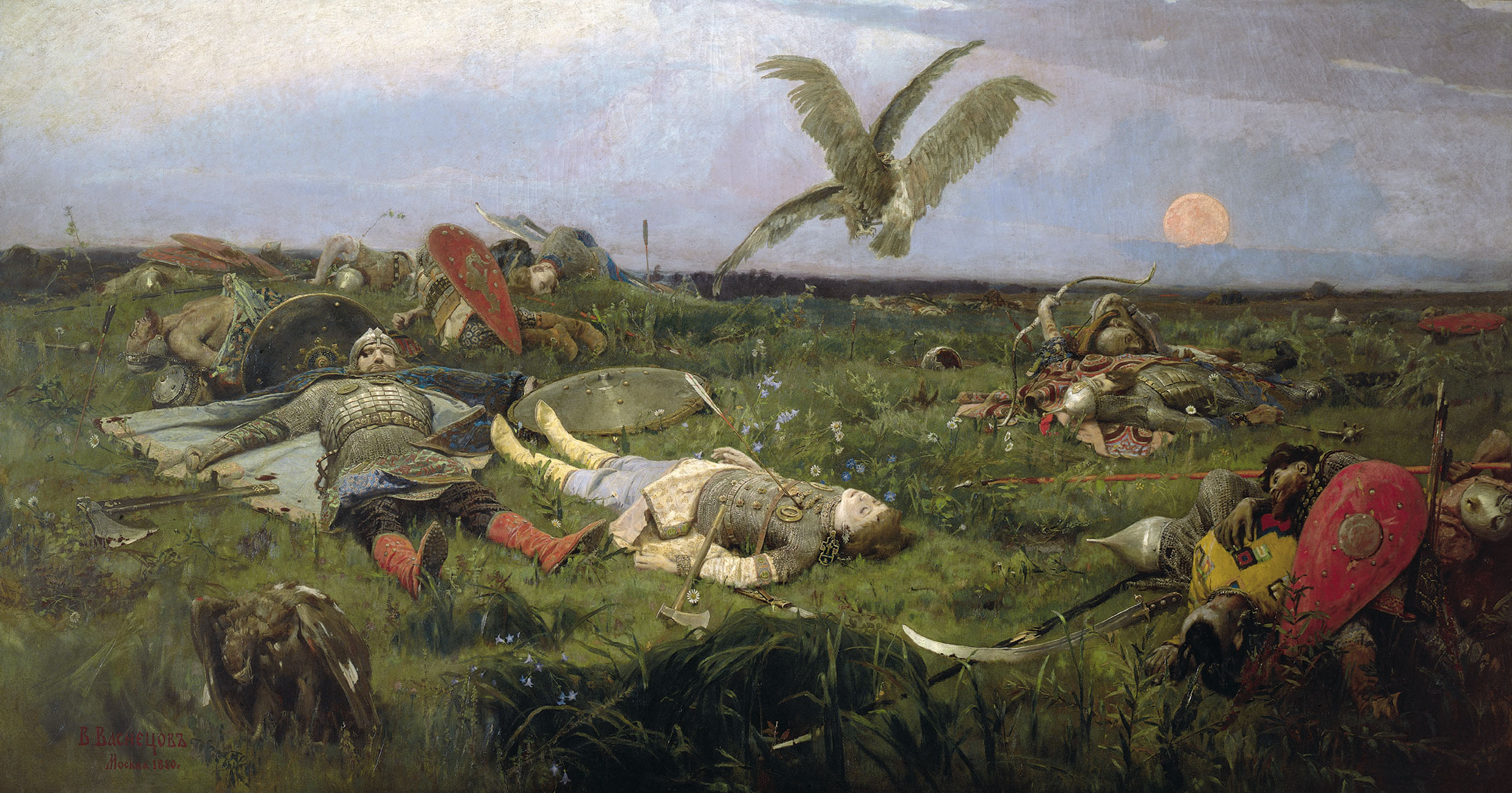
イーゴリ・スヴャトスラヴィチとポロヴェツの合戦、1889年
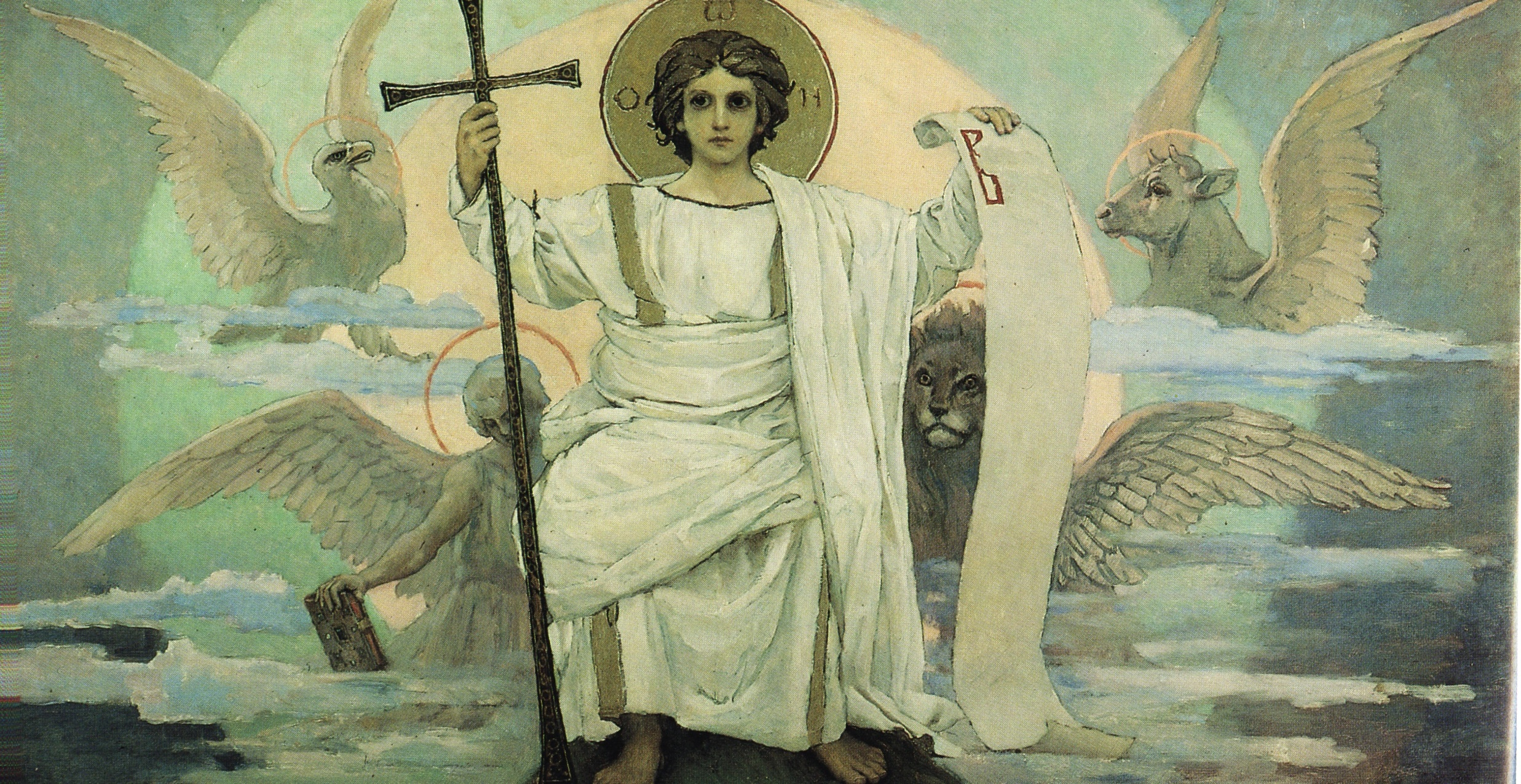
神のことばと神の子、1885年 - 1896年
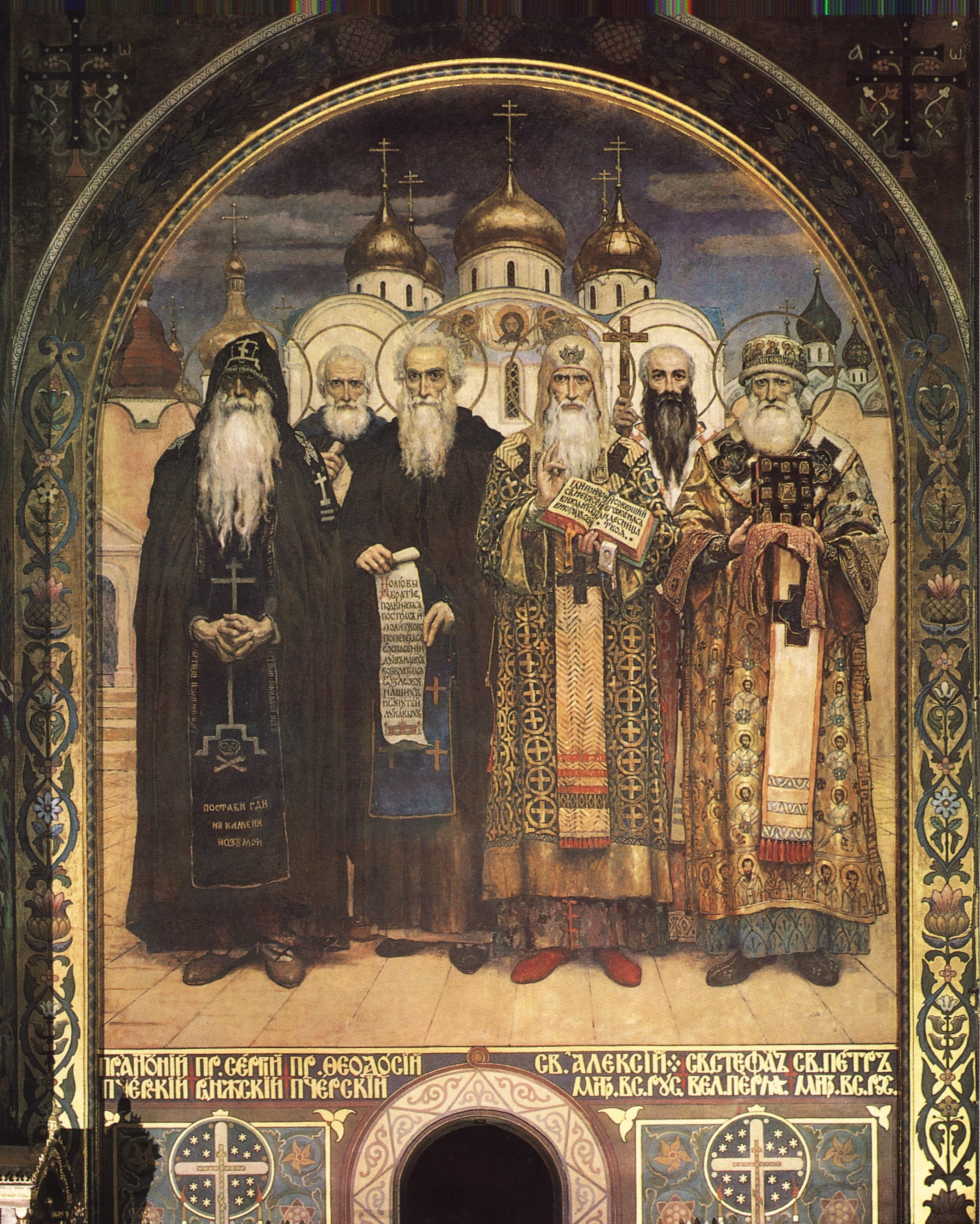
ロシアの聖人（聖ヴォロディームィル大聖堂のフレスコ画）
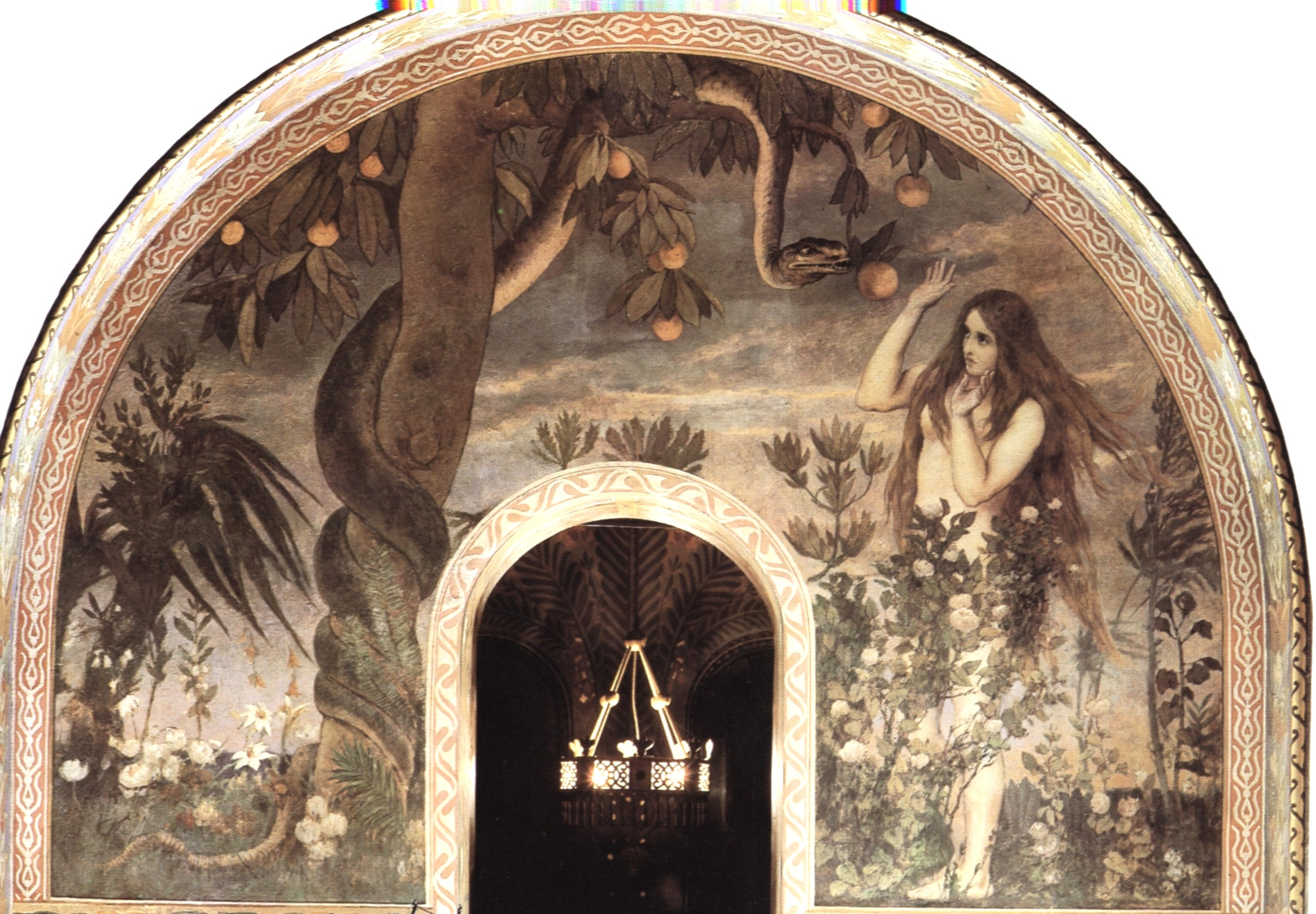
荒野の誘惑、1885年 - 1896年（聖ヴォロディームィル大聖堂のフレスコ画）
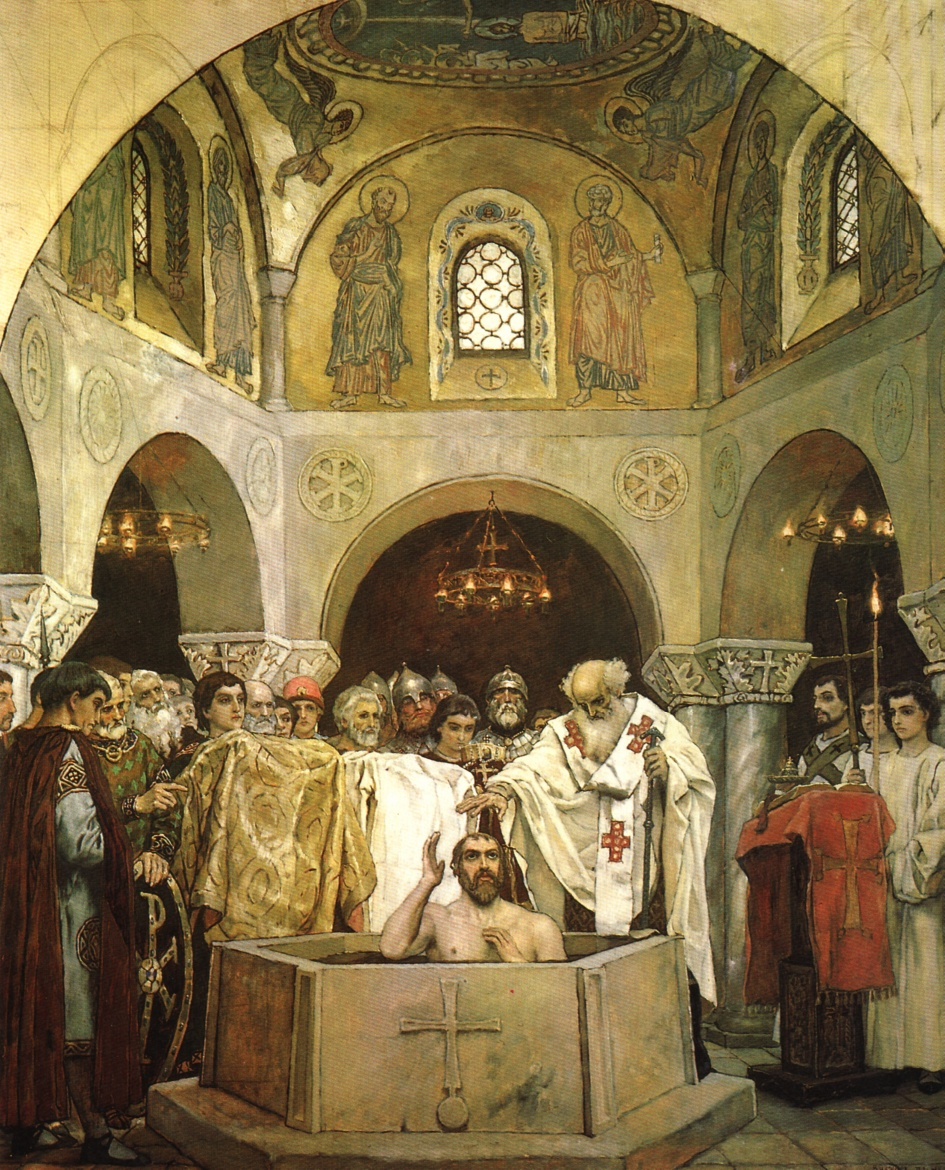
ウラジーミル1世の洗礼、1890年
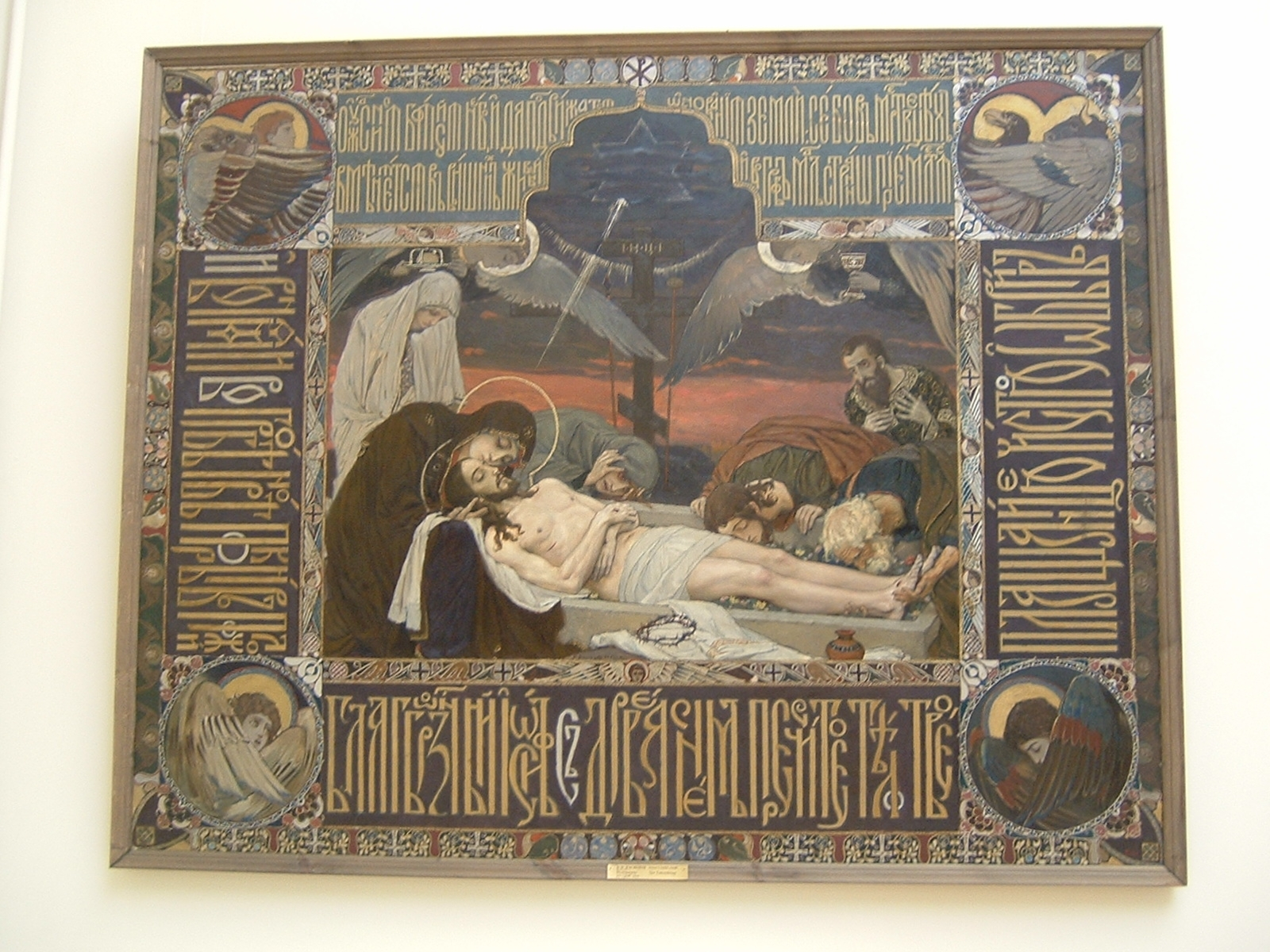
エピタフィオス、1896年
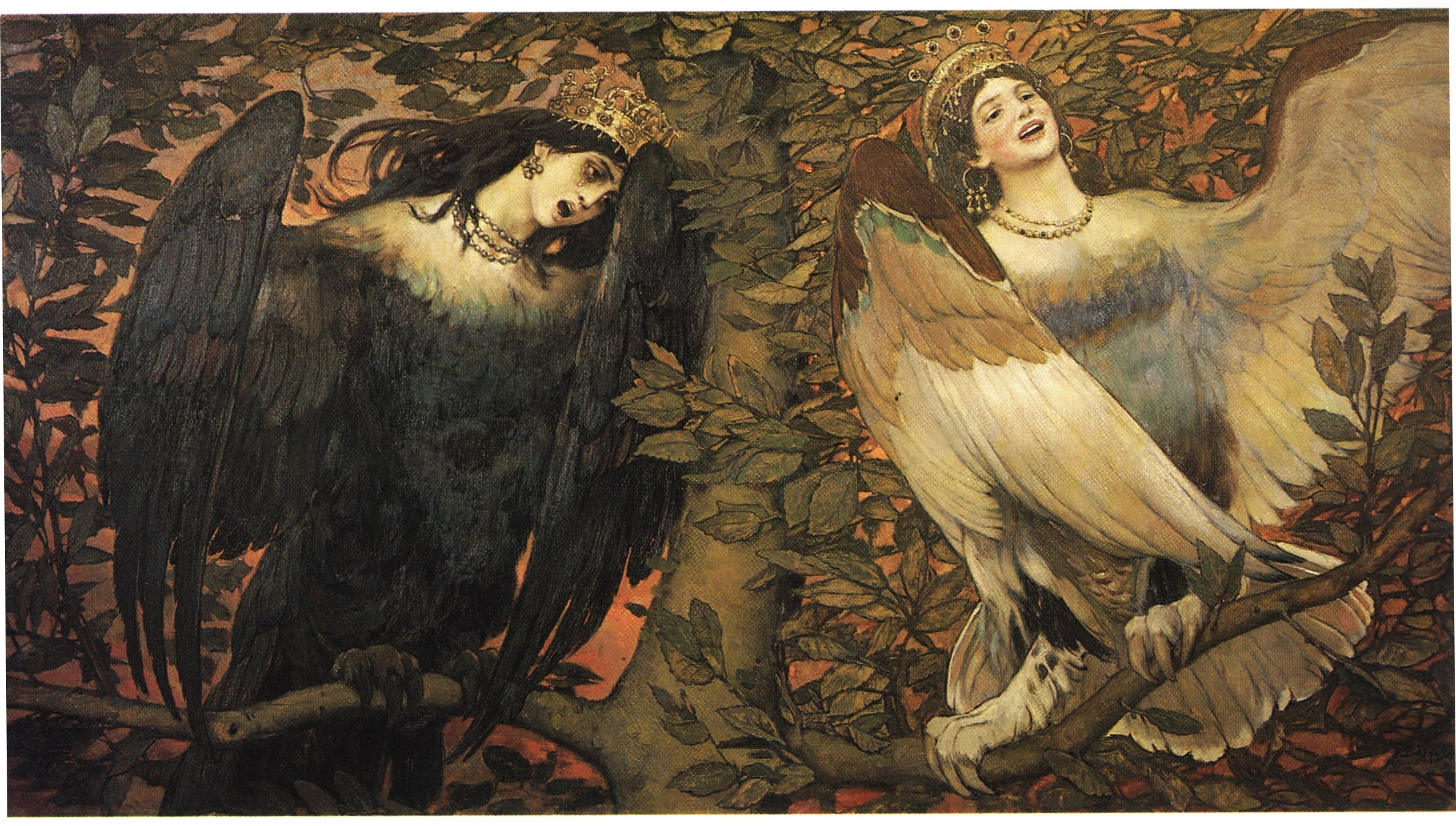
シリンとアルコノスト、悲しみの鳥と歓喜の鳥、1896年
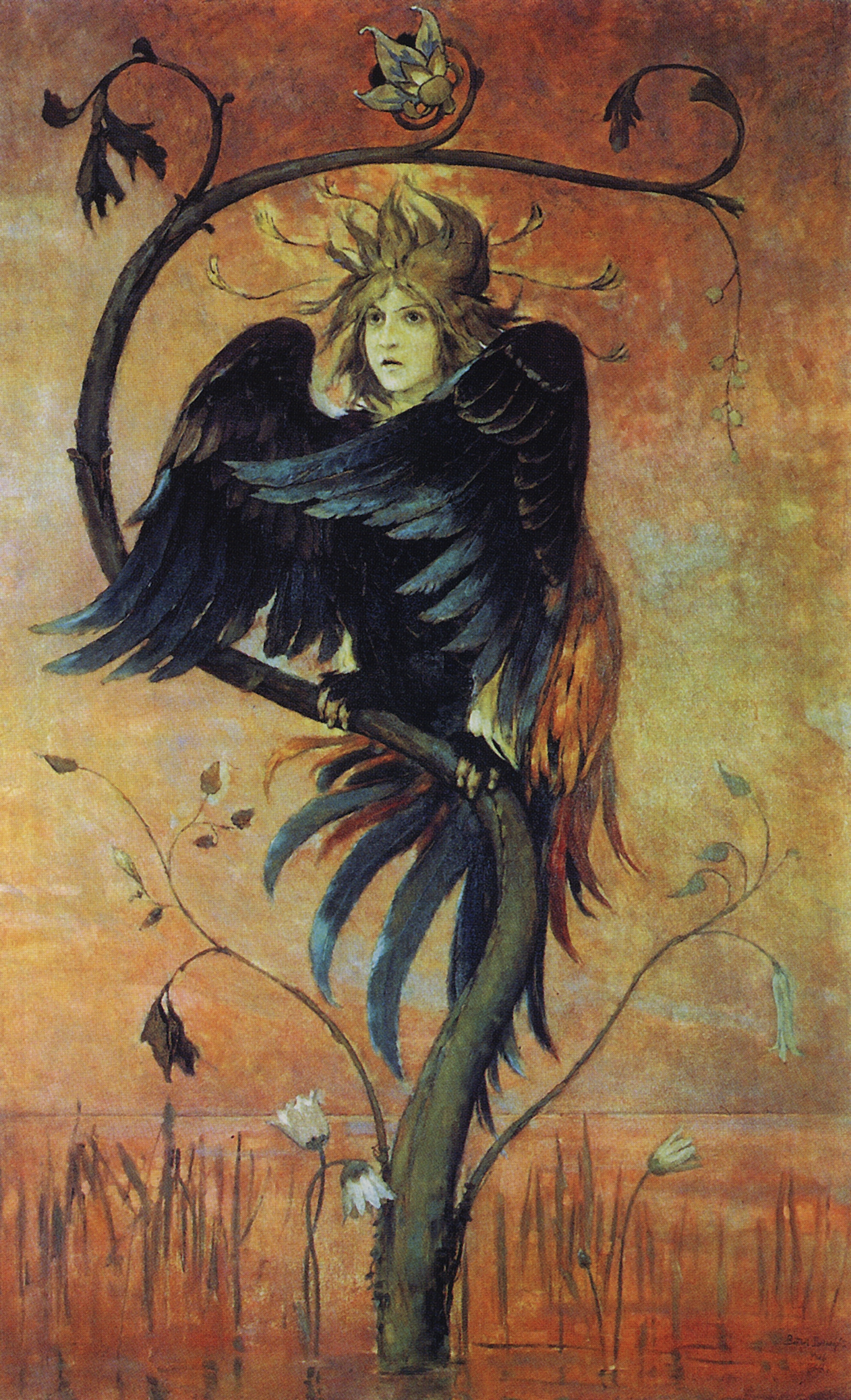
ガマユン、予言の鳥、1897年
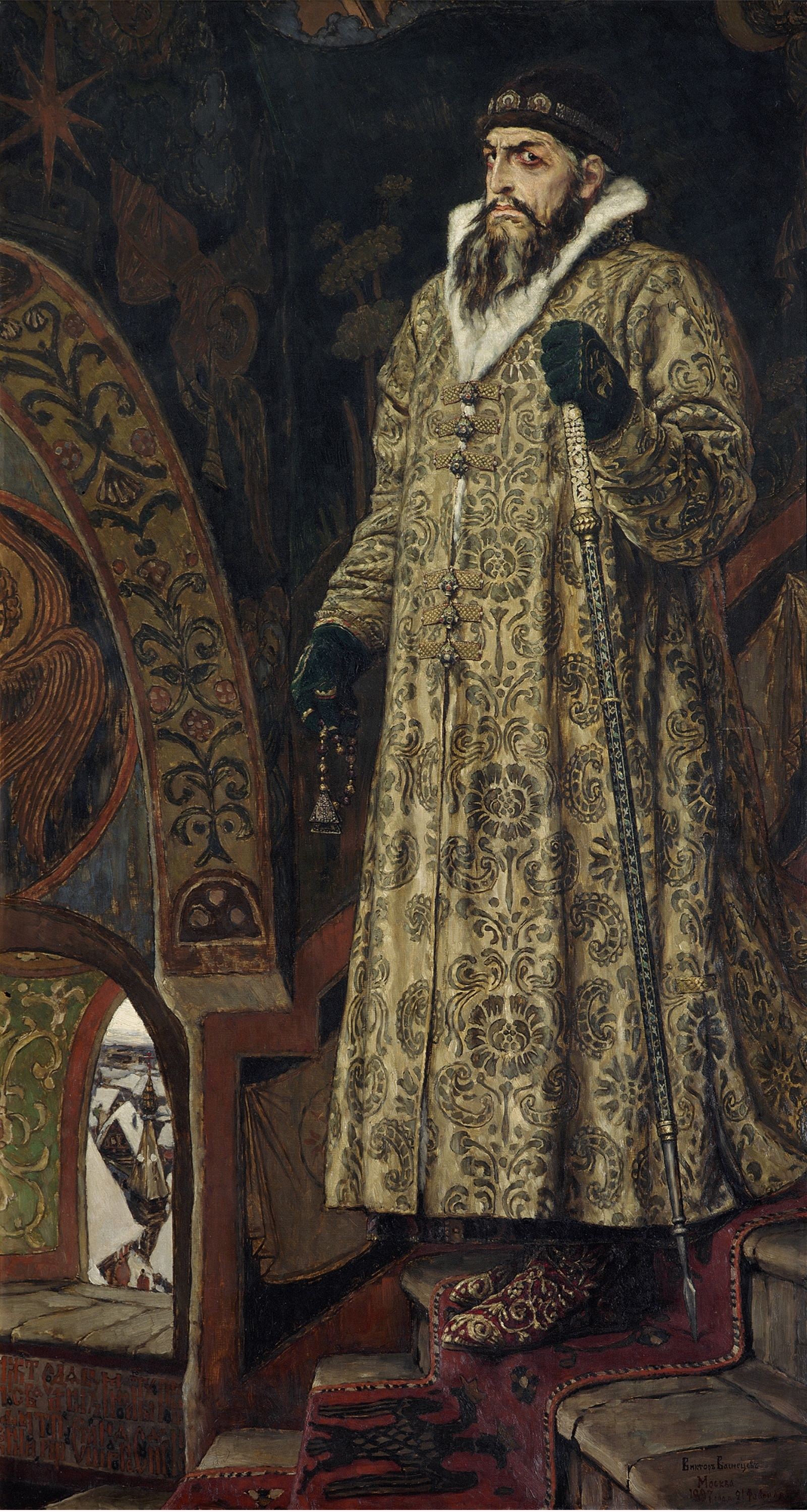
イワン雷帝、1897年
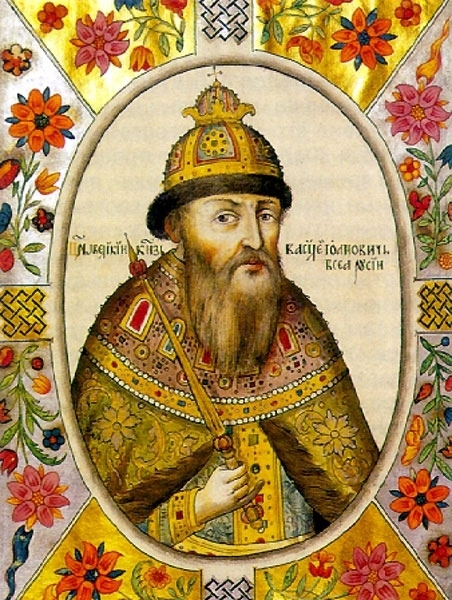
ヴァシーリー・シュイスキー、1897年
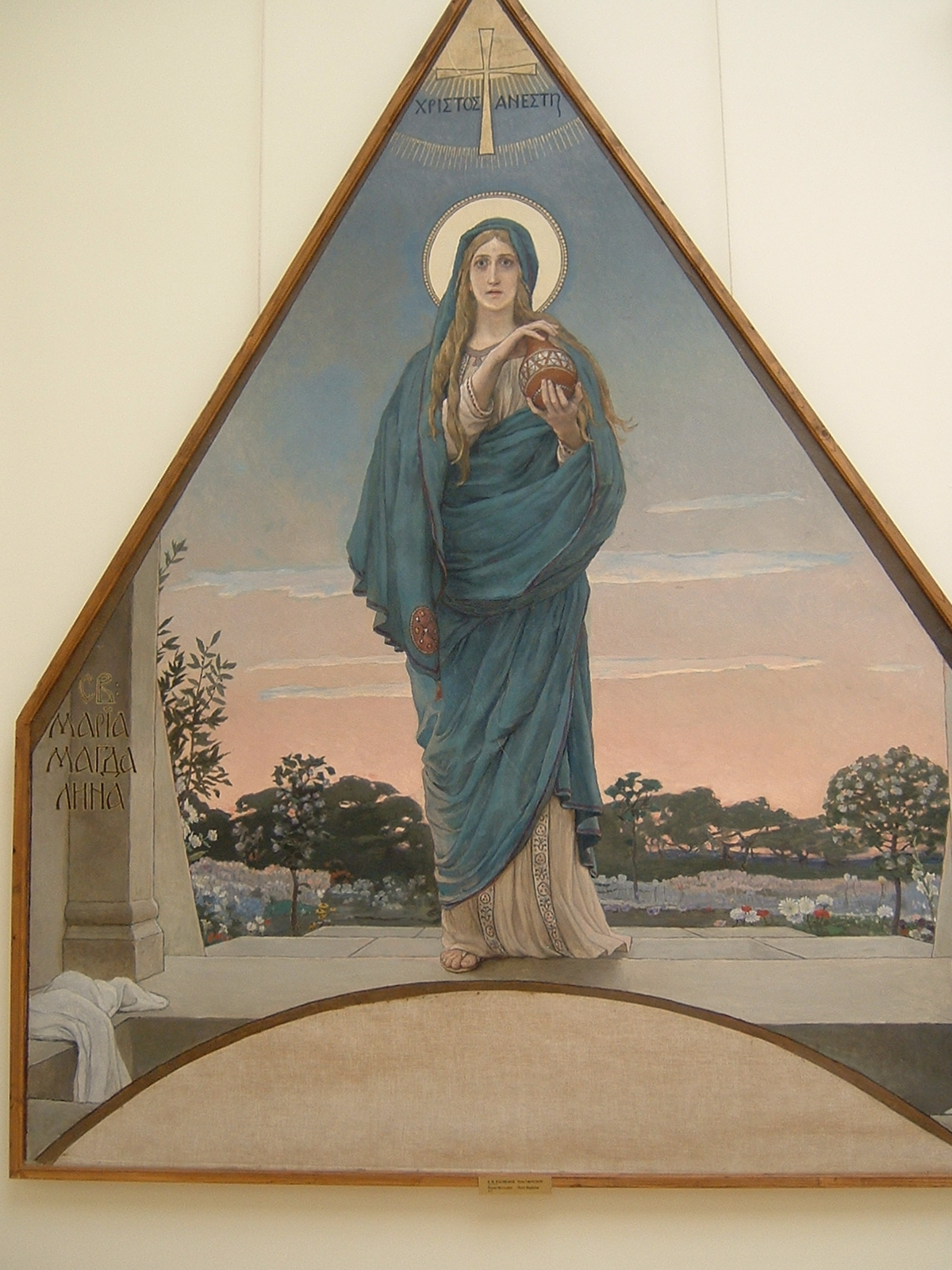
マグダラのマリア、1898年
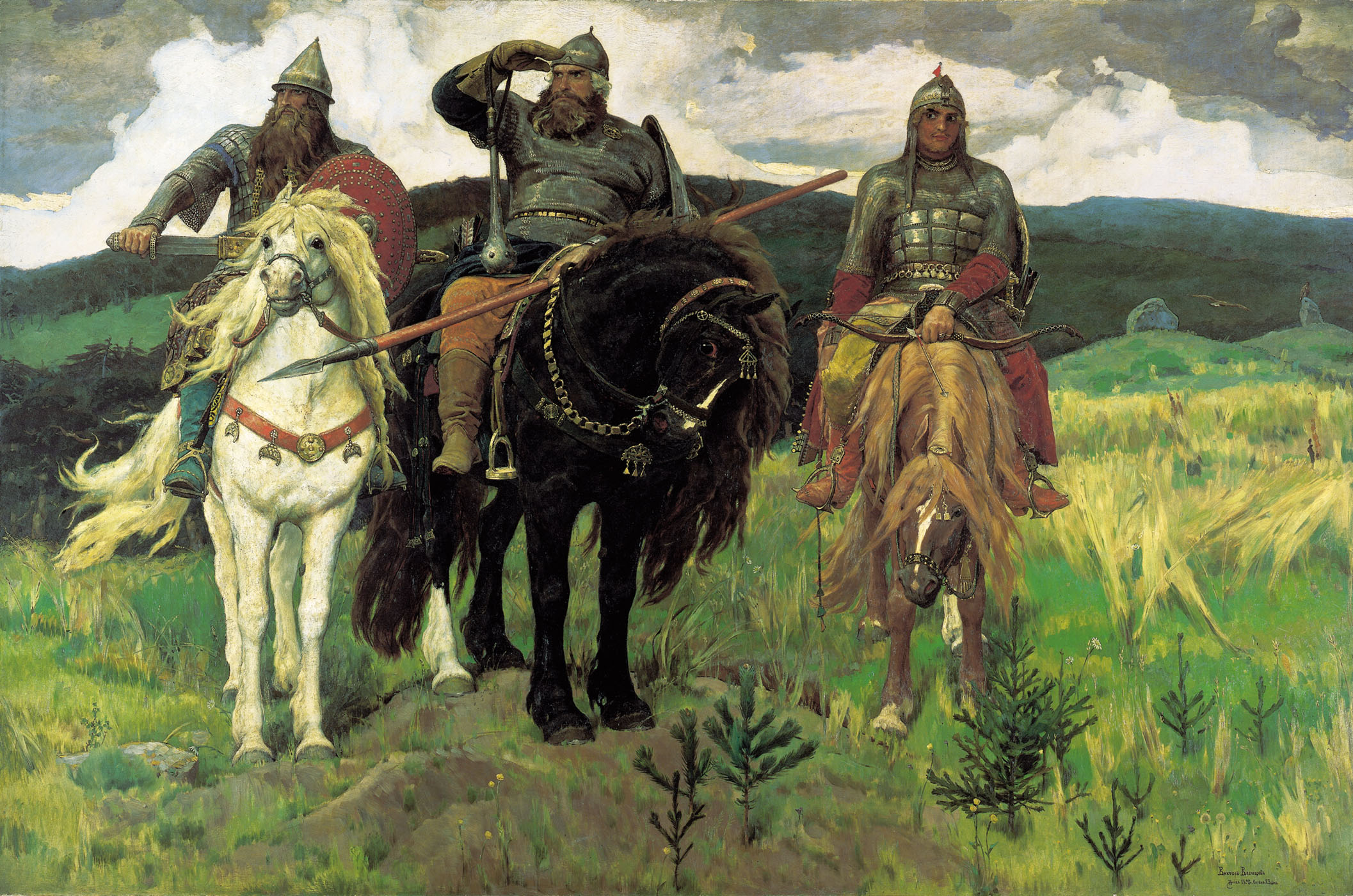
騎士たち、1898年
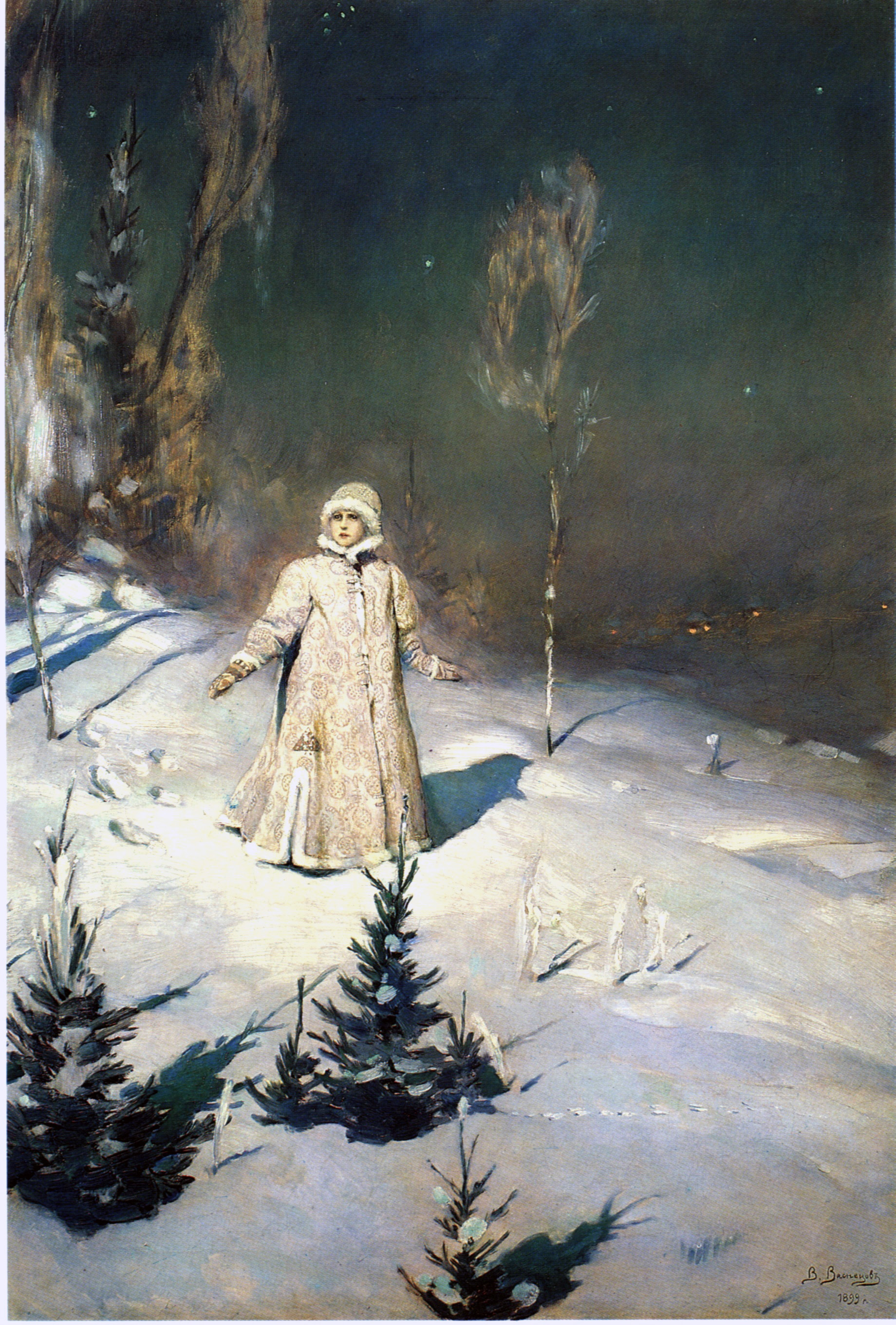
雪娘、1899年
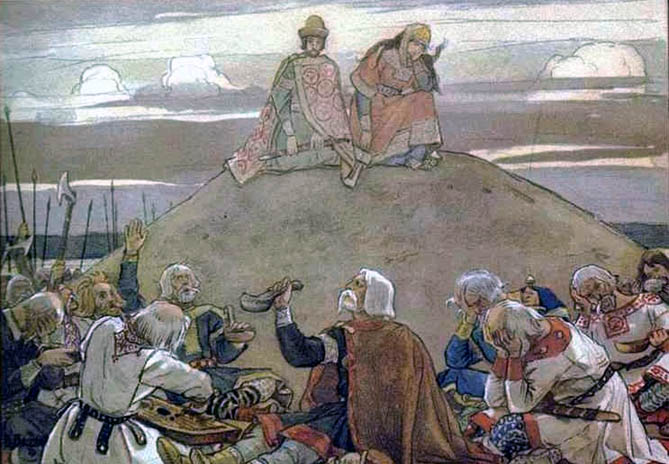
従士によるオレーグ公の追悼、1899年
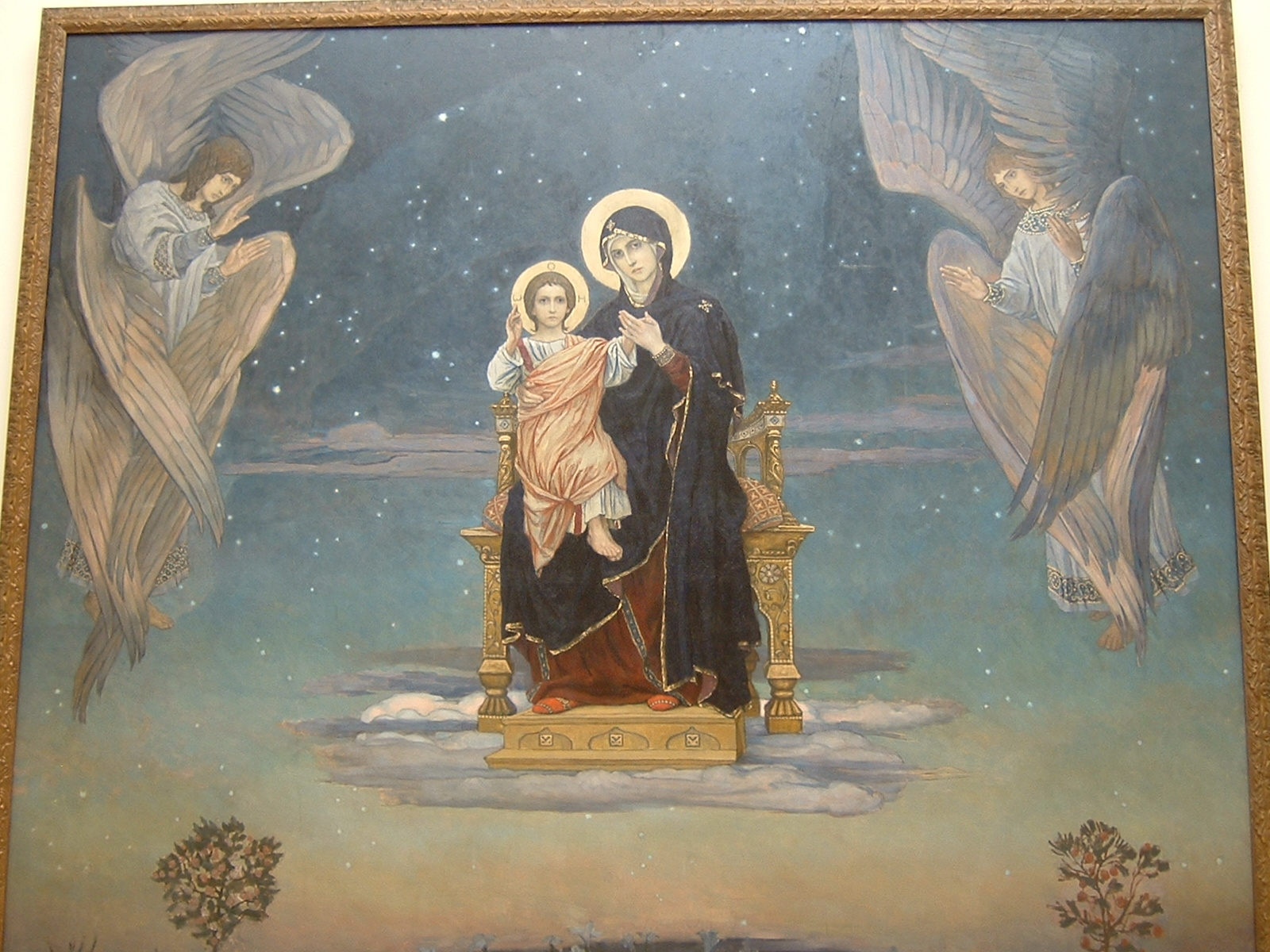
生神女、1901年
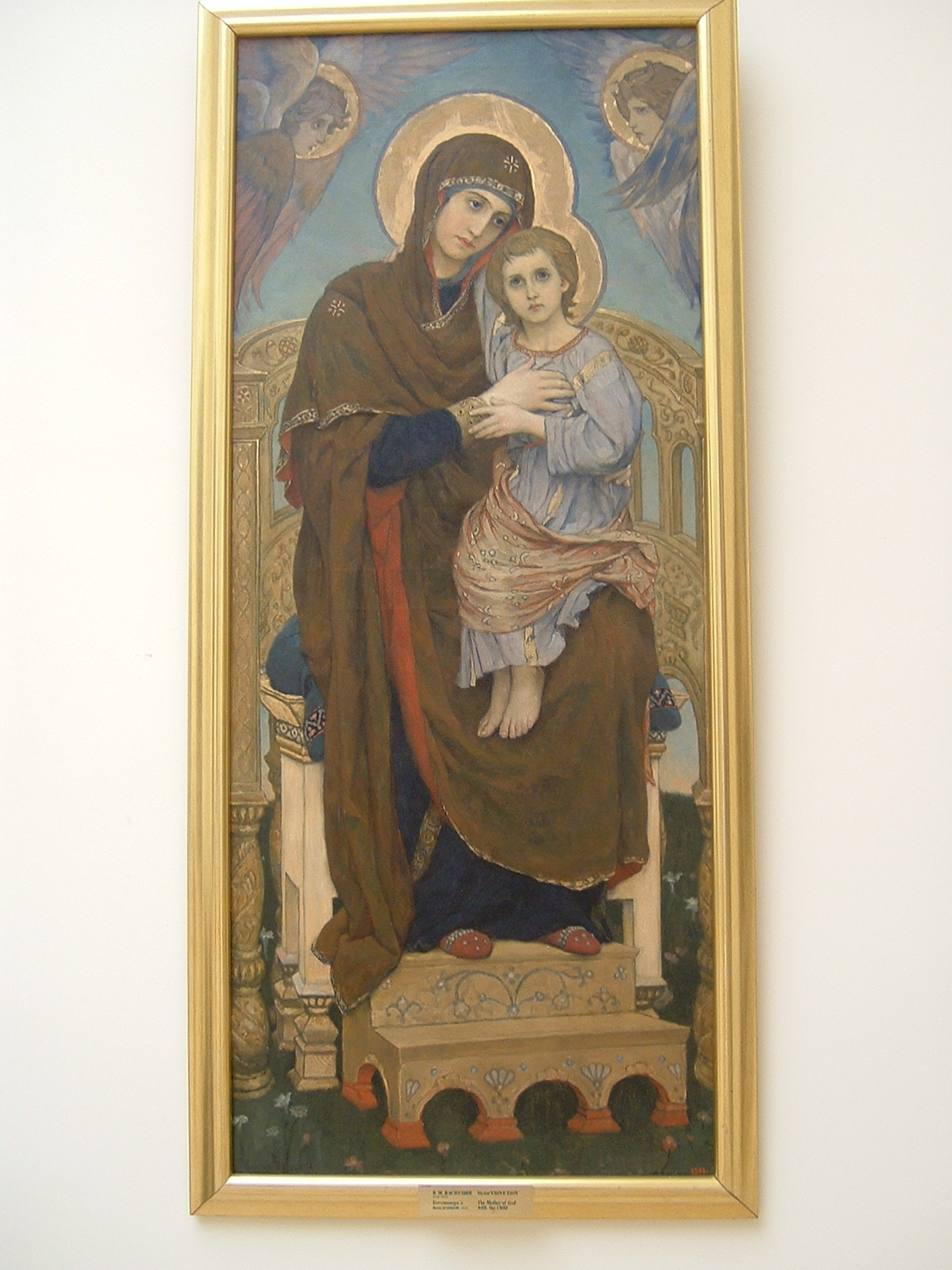
生神童貞女と神の子、1901年
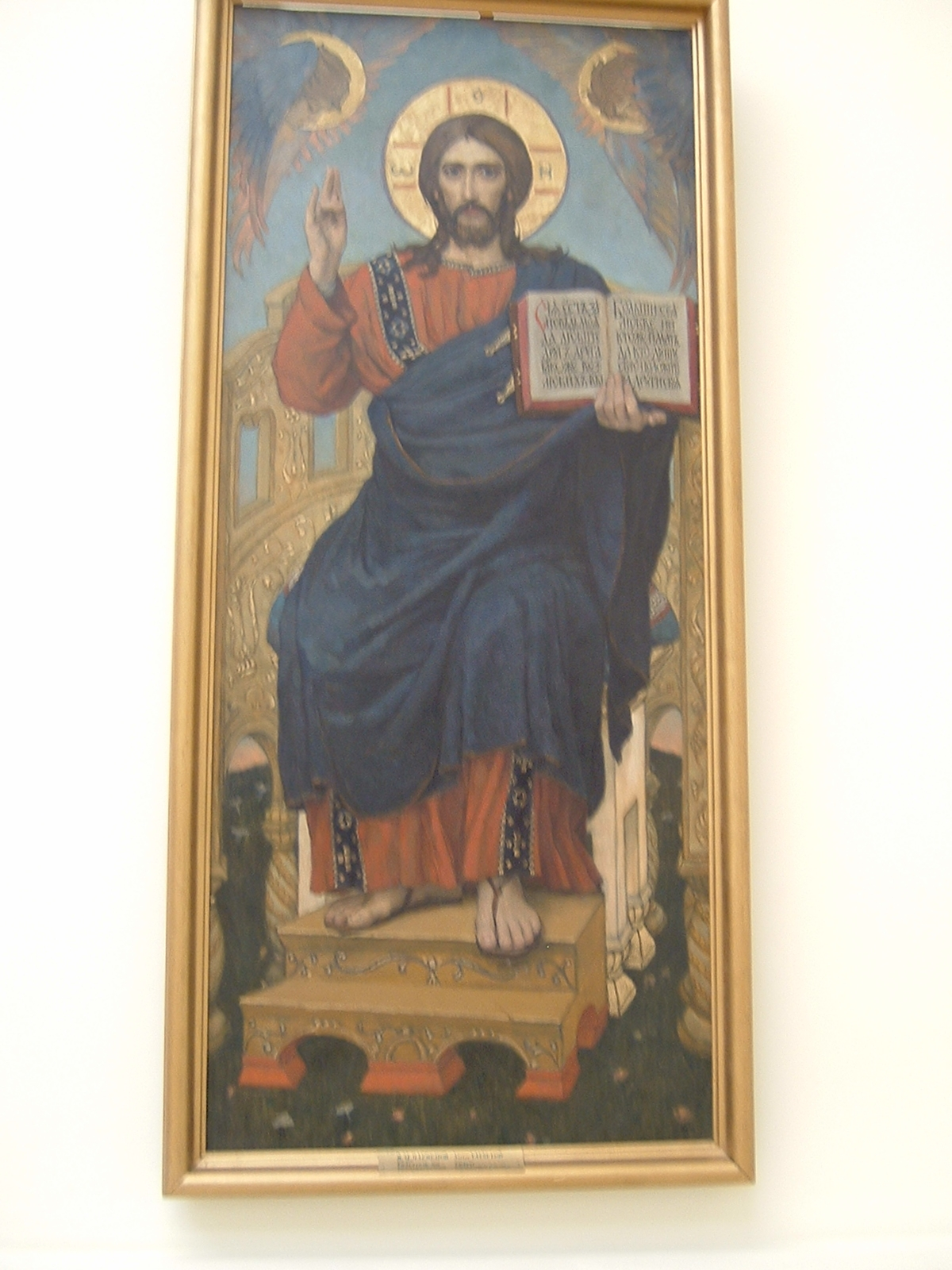
イイスス・ハリストス、1901年
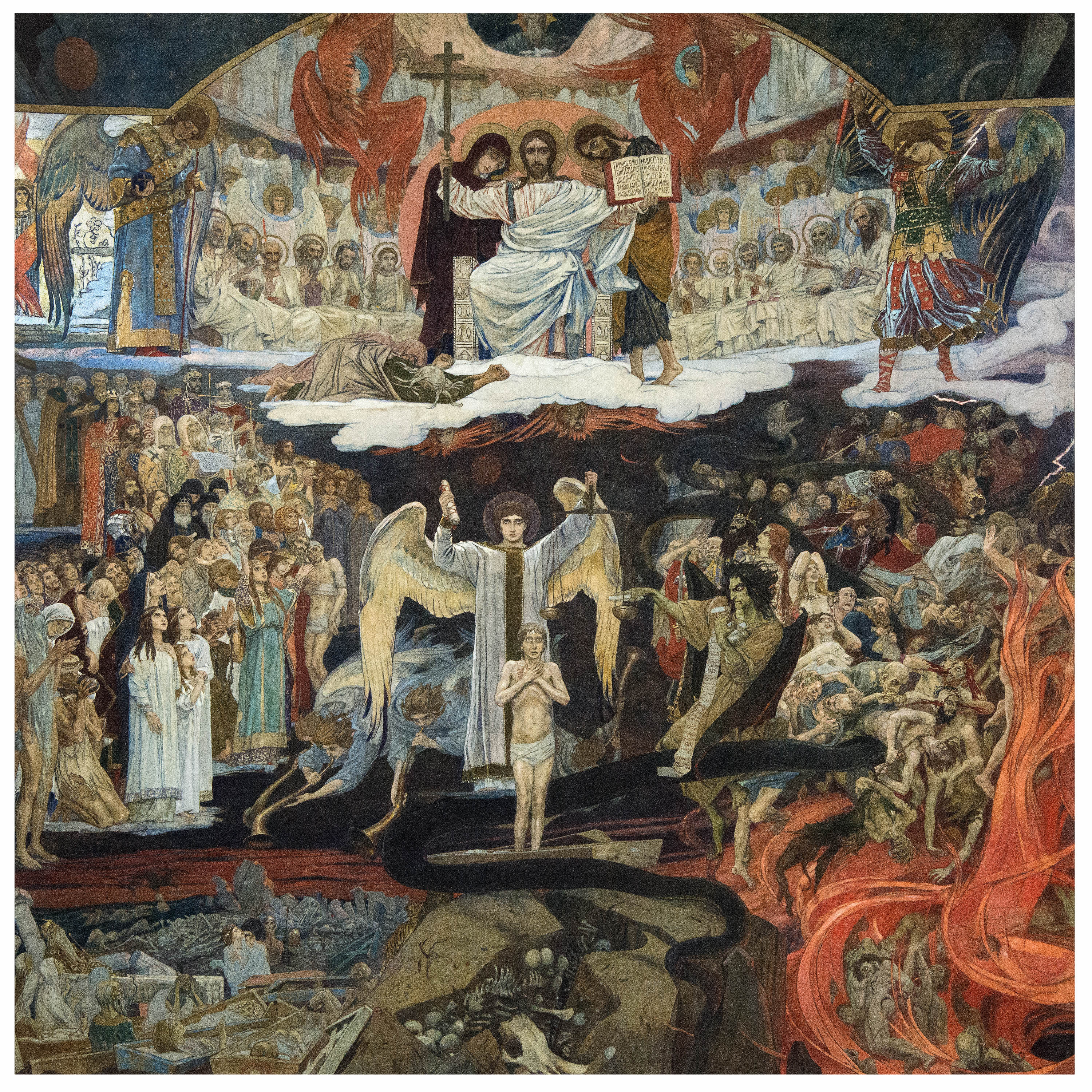
最後の審判、1904年
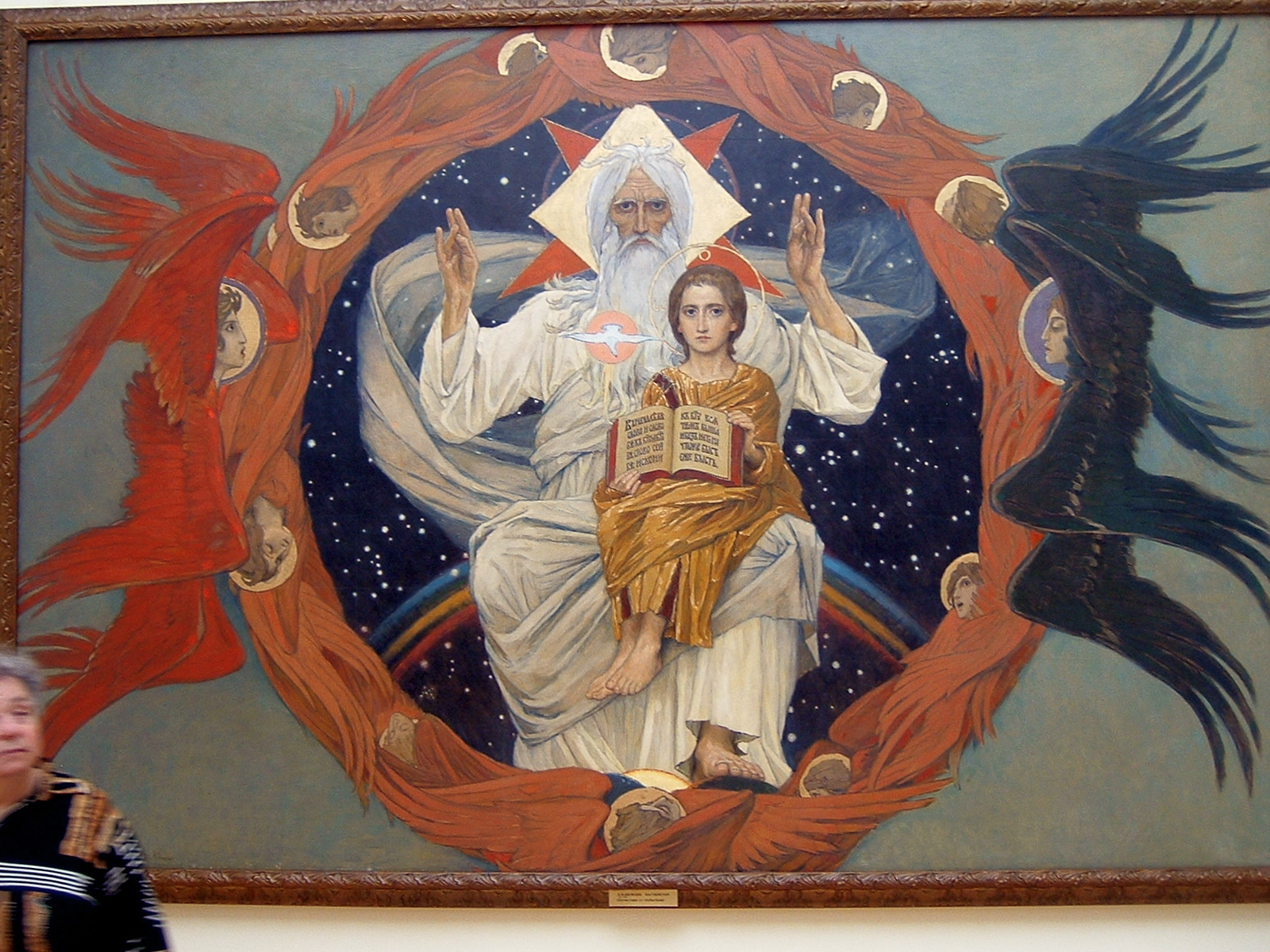
父なる神、1907年
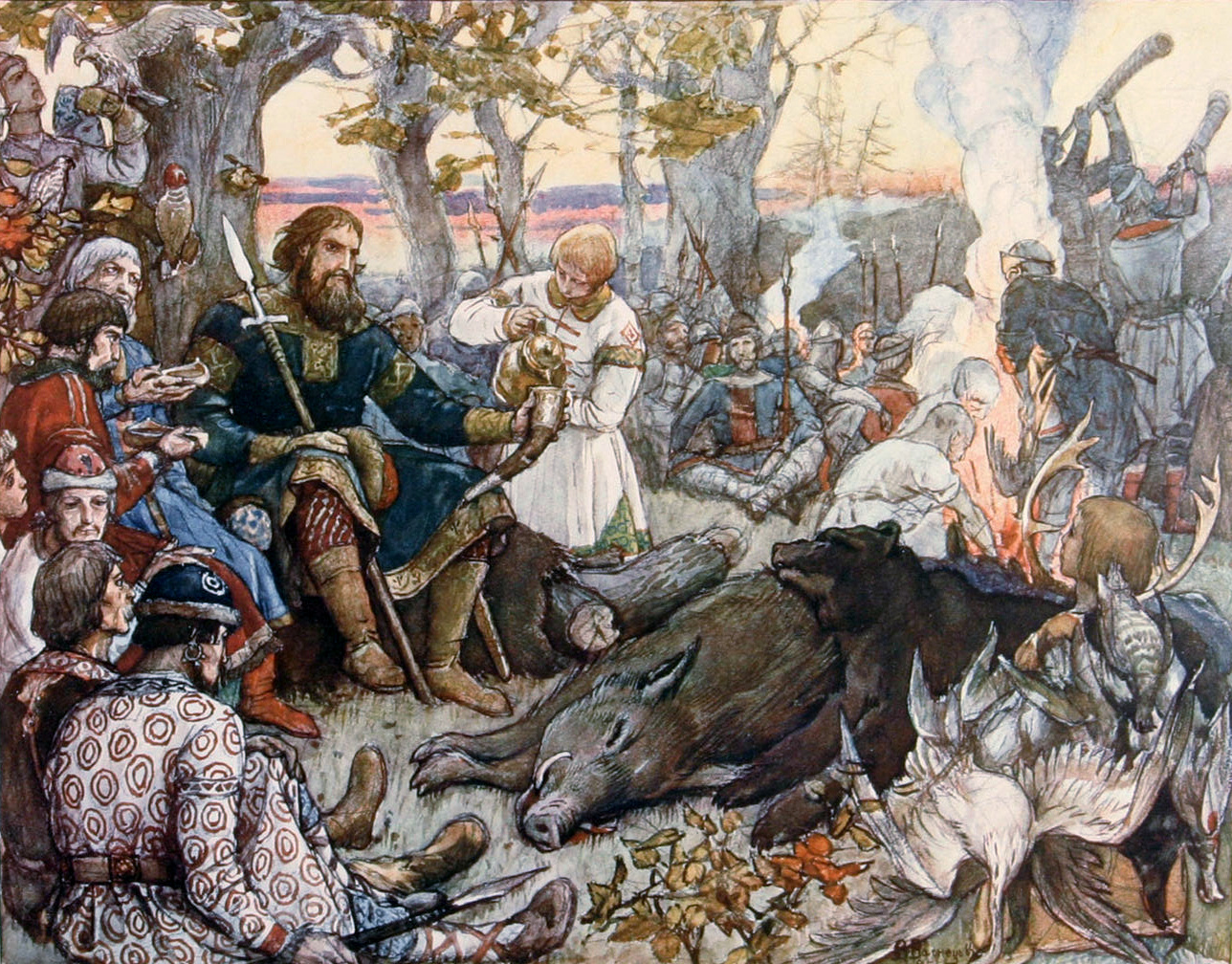
狩の後で寛ぐヴォロディーメル2世モノマフ
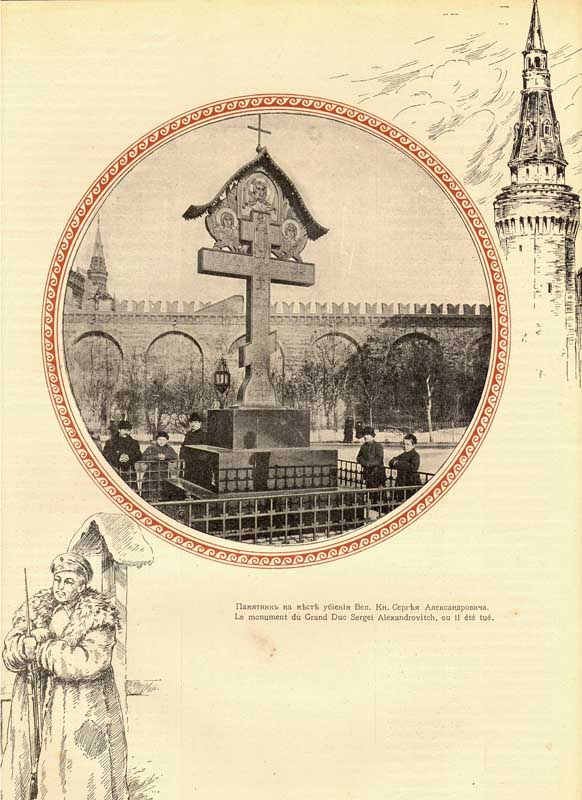
セルゲイ・アレクサンドロヴィチ大公暗殺の地に置かれた十字架（ヴァスネツォフ設計）
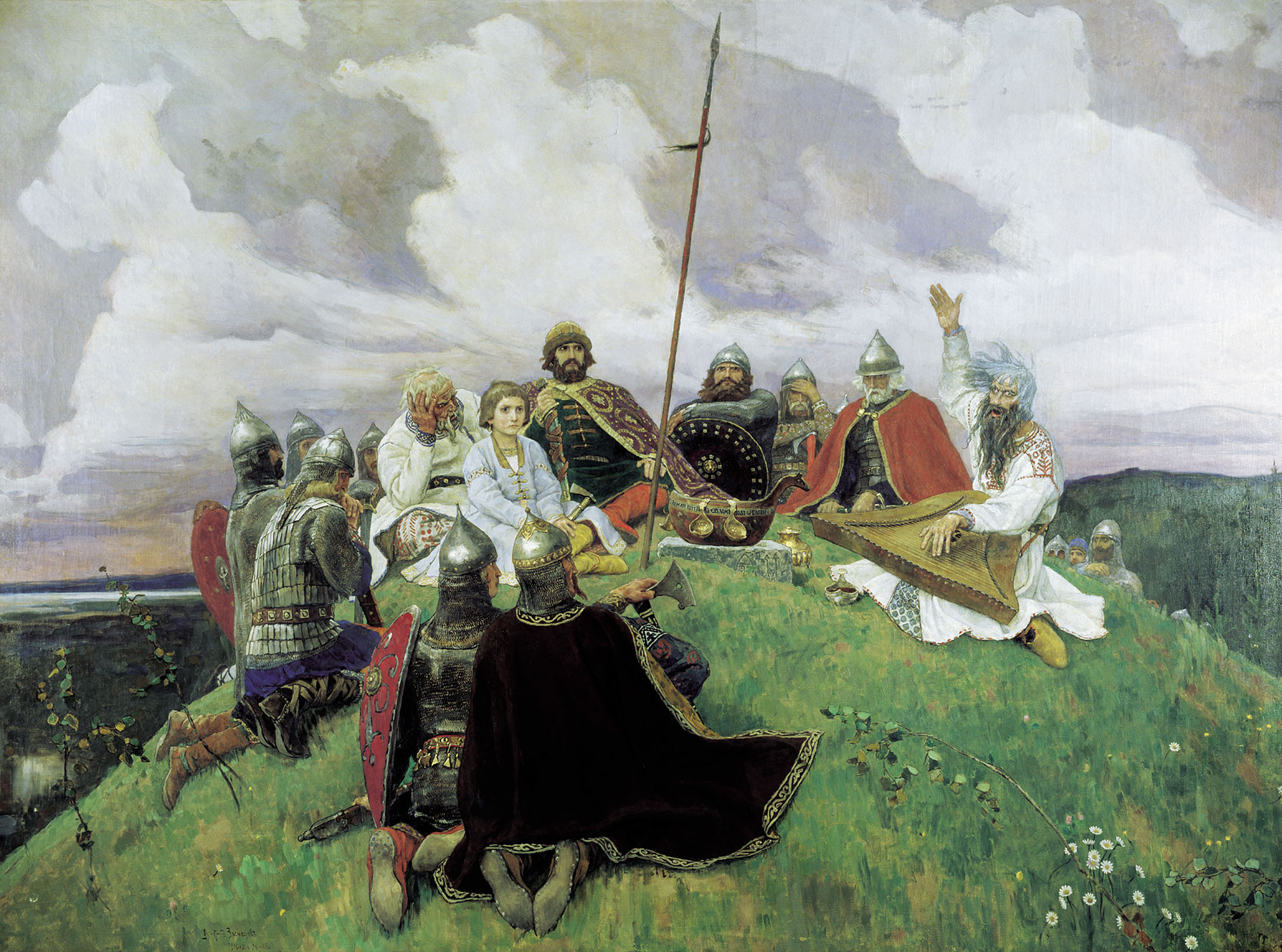
吟遊詩人バヤン、1910年
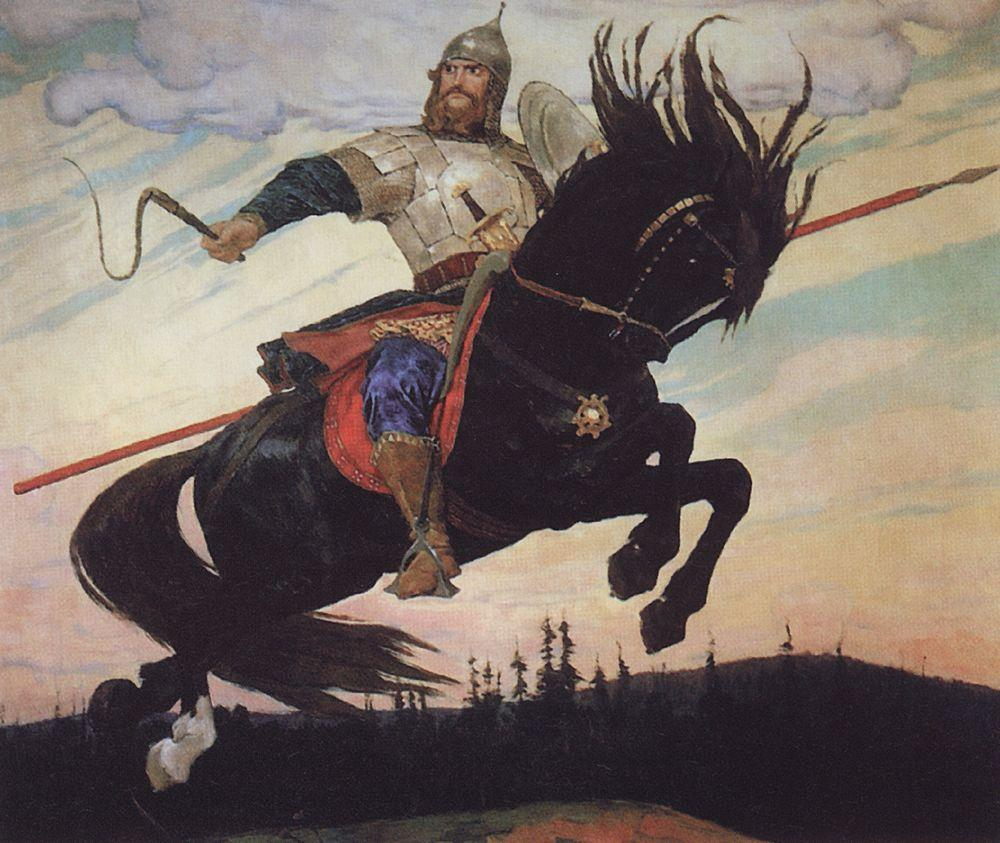
イリヤー・ムーロメツ、1914年
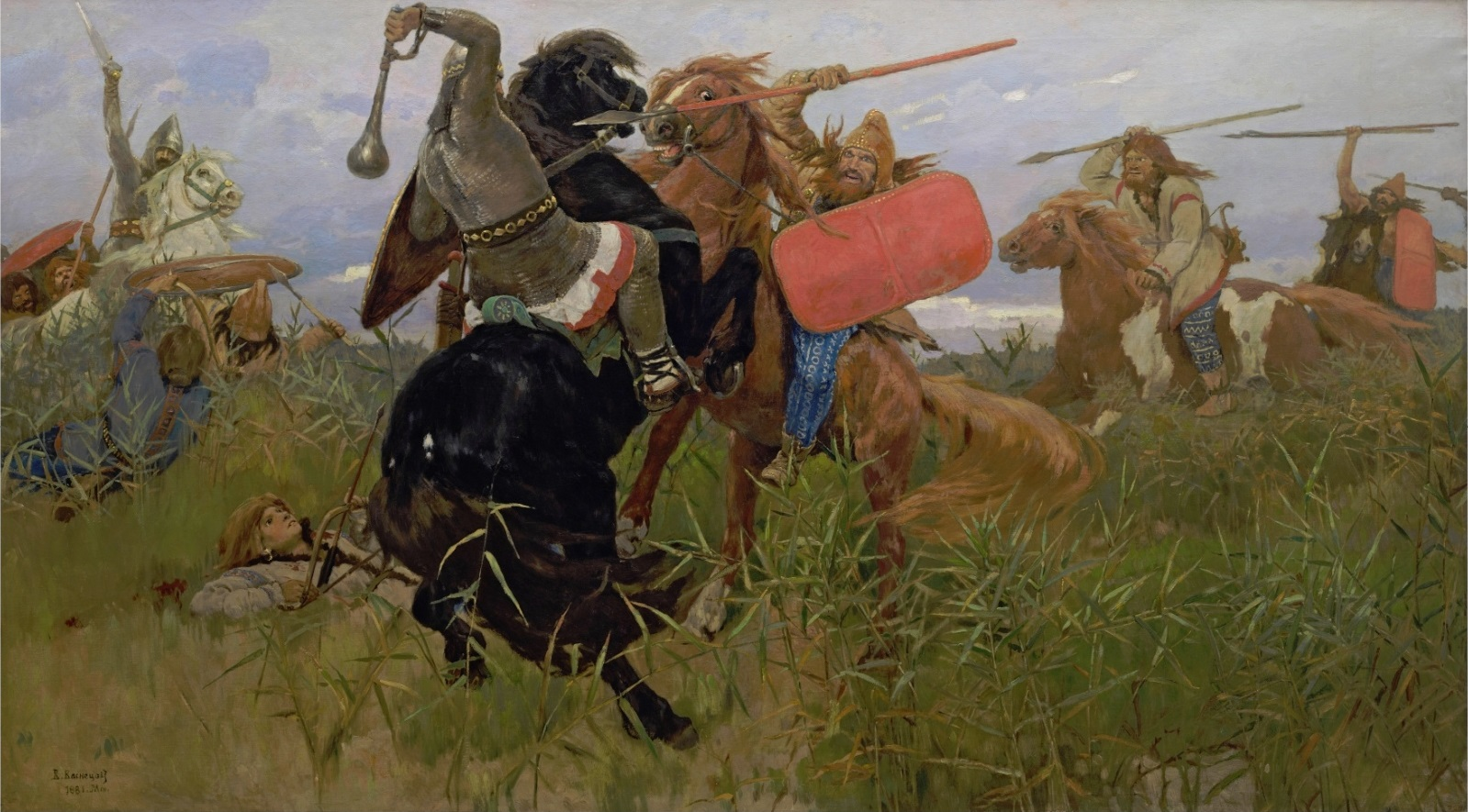
スキタイ人とスラヴ人の会戦
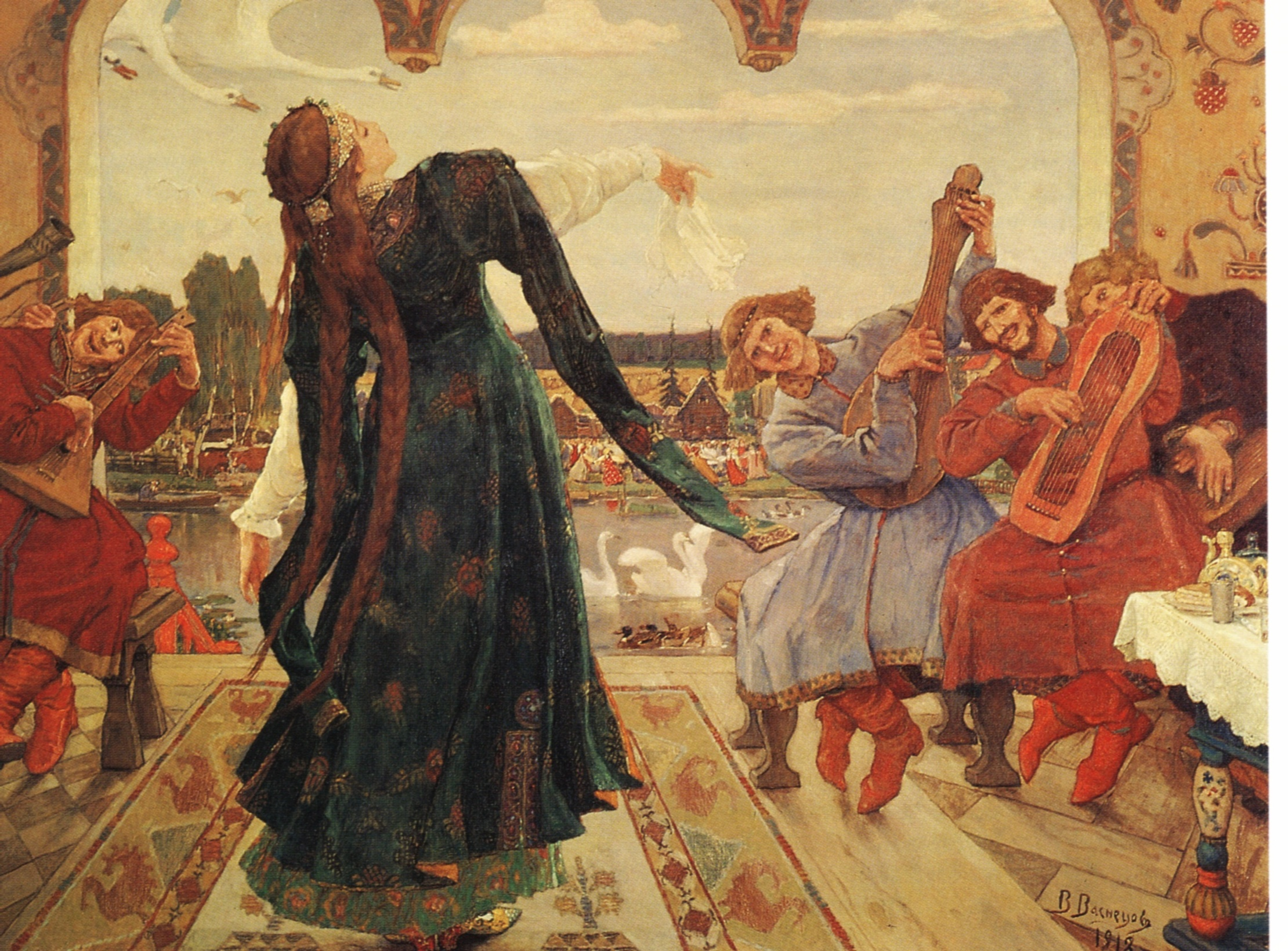
カエルの王女、1918年
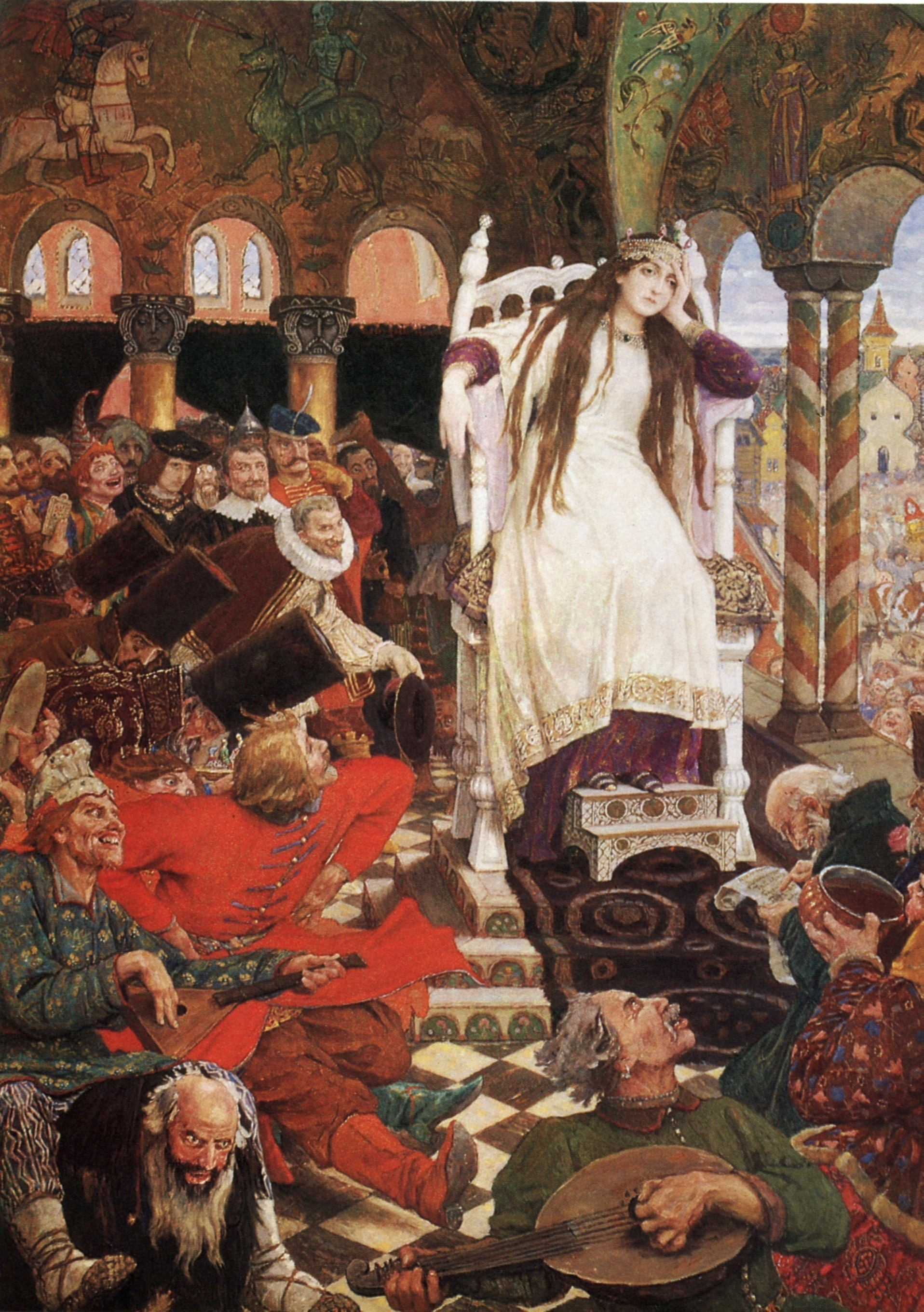
笑わない王女、1916年 - 1926年
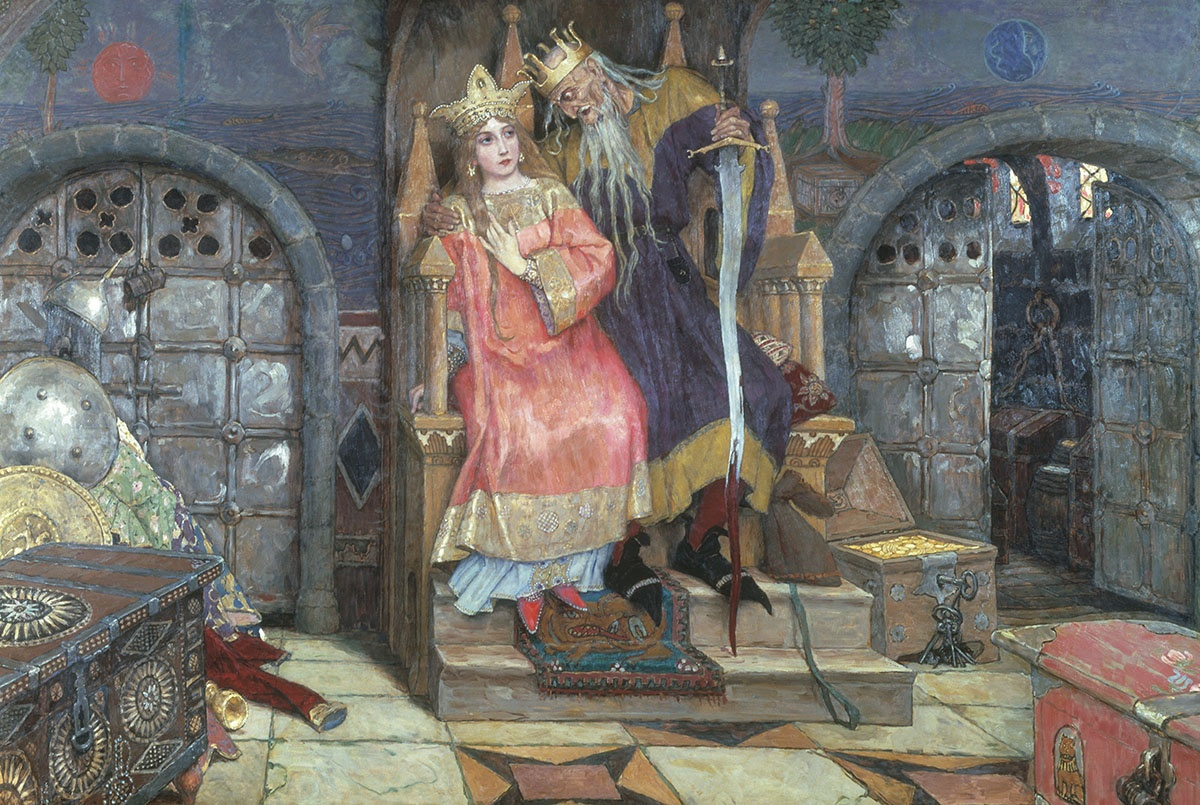
不死身のカスチェイ、1917年 - 1928年
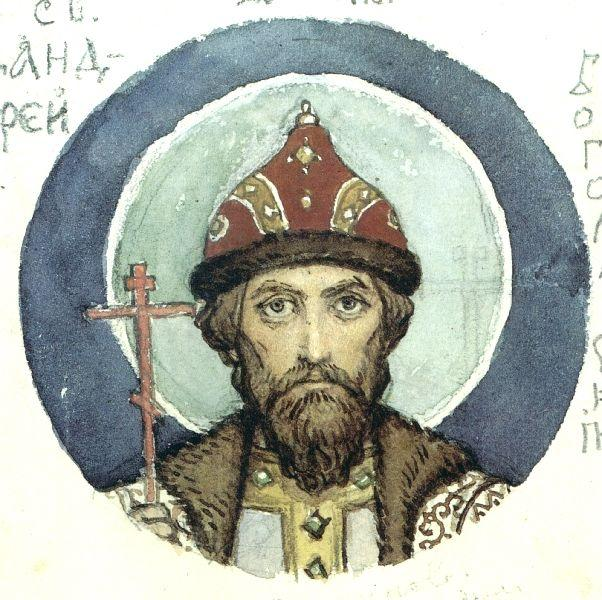
聖アンドレイ・ボゴリュプスキー大公
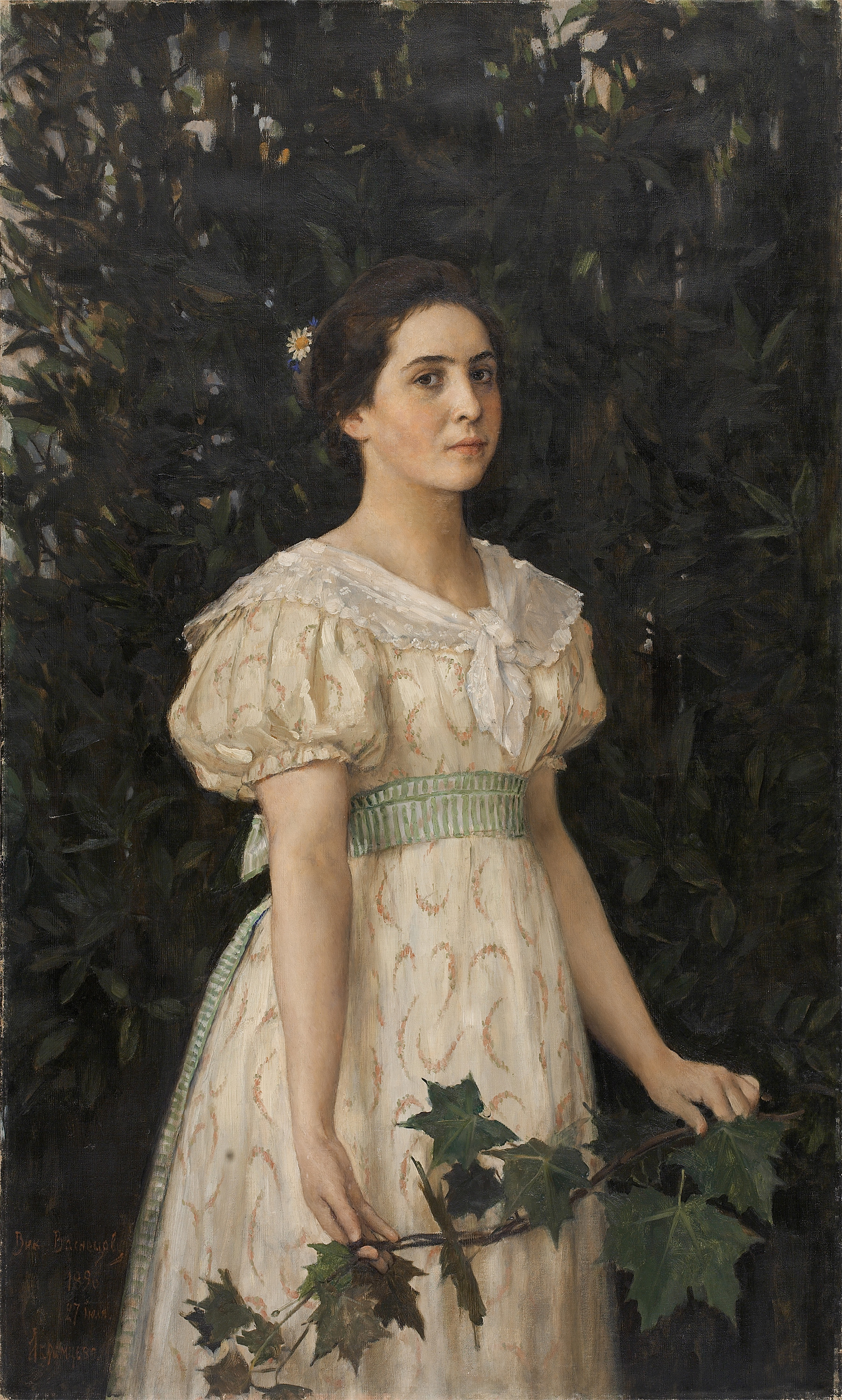
少女と楓の枝、1896年

## 参考資料・外部リンク
- A. K. Lazuko Victor Vasnetsov, Leningrad: Khudozhnik RSFSR, 1990, ISBN 5-7370-0107-5
- Vasnetsov Gallery
- Victor Vastentzov, Russian Avant Garde Gallery